# عار (مسلسل 2015)
العار (بالنرويجية: SKAM‏) هو مسلسل ويب درامي نرويجي من تأليف وإخراج جولي أندم، وإنتاج قناة إن أر كا بي 3 جزء من هيئة الإذاعة النرويجية إن أر كا موجه بشكل رئيسي لشريحة الشباب من 15 سنة فما فوق.
يحكي المسلسل قصة مراهقي ثانوية هارتفيغ نيسن بين حياتهم اليومية ومشاكلهم العاطفية والجنسية والفضائح التي يتعرضون لها. كما يتبع المسلسل ثنائيا رئيسيا جديدا في كل موسم مرتكزا على مواضيع معينة تتراوح بين صعوبات العلاقة، الهوية، اضطرابات الأكل، الاعتداء الجنسي، المثلية الجنسية، قضايا الصحة العقلية، الدين، والحب الممنوع. وأثناء البث، يُنشر طع جديد أو محادثة أو مشاركة على وسائل التواصل الاجتماعي في الوقت الفعلي على موقع هيئة الإذاعة النرويجية يوميًّا.
حطم المسلسل النرويجي بالرغم من عدم الترويج له قبل إطلاقه عام 2015 نسب مشاهدة خيالية. حيث تعد حلقة العرض الأولى من بين أكثر الحلقات مشاهدة في تاريخ هيئة الإذاعة النرويجية، وبحلول منتصف الموسم الثاني، كان المسلسل مسؤولا عن نصف مشاهدات القناة. في الموسم الثالث، حطمت جميع نسب المشاهدة في النرويج، إلى جانب بلدان أخرى مثل الدنمارك والسويد، كما جذب المسلسل قاعدة جماهيرية نشطة على شبكات التواصل الاجتماعي، بعد أن روّج المعجبون للترجمات للمساعدة على الفهم. بالإضافة إلى ذلك احتل المسلسل بشكل متكرر عناوين الصحف العالمية مما زاد في شعبيته وقفز بشهرة أبطاله في جميع أنحاء العالم. ومع ذلك، لم يكن من المتوقع أن تكون الشعبية عالمية، بسبب مشاكل عقود ترخيص الموسيقى المدعومة فقط للجمهور النرويجي دون غيره ما أدى للمنع الجغرافي في بعض الدول. انتهت السلسلة بعد موسمها الرابع عام 2017، بسبب ارتفاع ضغط الإنتاج.
تلقى المسلسل إشادة نقدية وجماهيرية كبيرة لتوعيته المشاهد ببعض الحلول الواجب اتباعها للنجاة من الاعتداء الجنسي (الموسم الثاني) وتقبل المثلية الجنسية (الموسم الثالث) والهوية الدينية (الموسم الرابع). كما تمت الإشادة بالسلسلة لمساهماتها في الترويج للغة والثقافة النرويجية على المستوى الدولي، فضلاً عن نسق التوزيع الفريد الخاص به، واعتماد استراتيجية جديدة للتوزيع أثناء البث والمشاركة العالية والمقتطفات بدلاً من الصلابة والجداول الزمنية للتلفاز.
حصل المسلسل كذلك على العديد من الجوائز النرويجية طوال فترة بثه منها «أفضل دراما» و«جائزة الجمهور». كما تم شراء حقوق المسلسل في العديد من البلدان الأوروبية أبرزها فرنسا، إيطاليا، إسبانيا، ألمانيا في حين تمت النسخة الأمريكية بقيادة المؤلفة والمخرجة الأصلية جولي أندم بعنوان سكام أوستن.

## قصة المسلسل

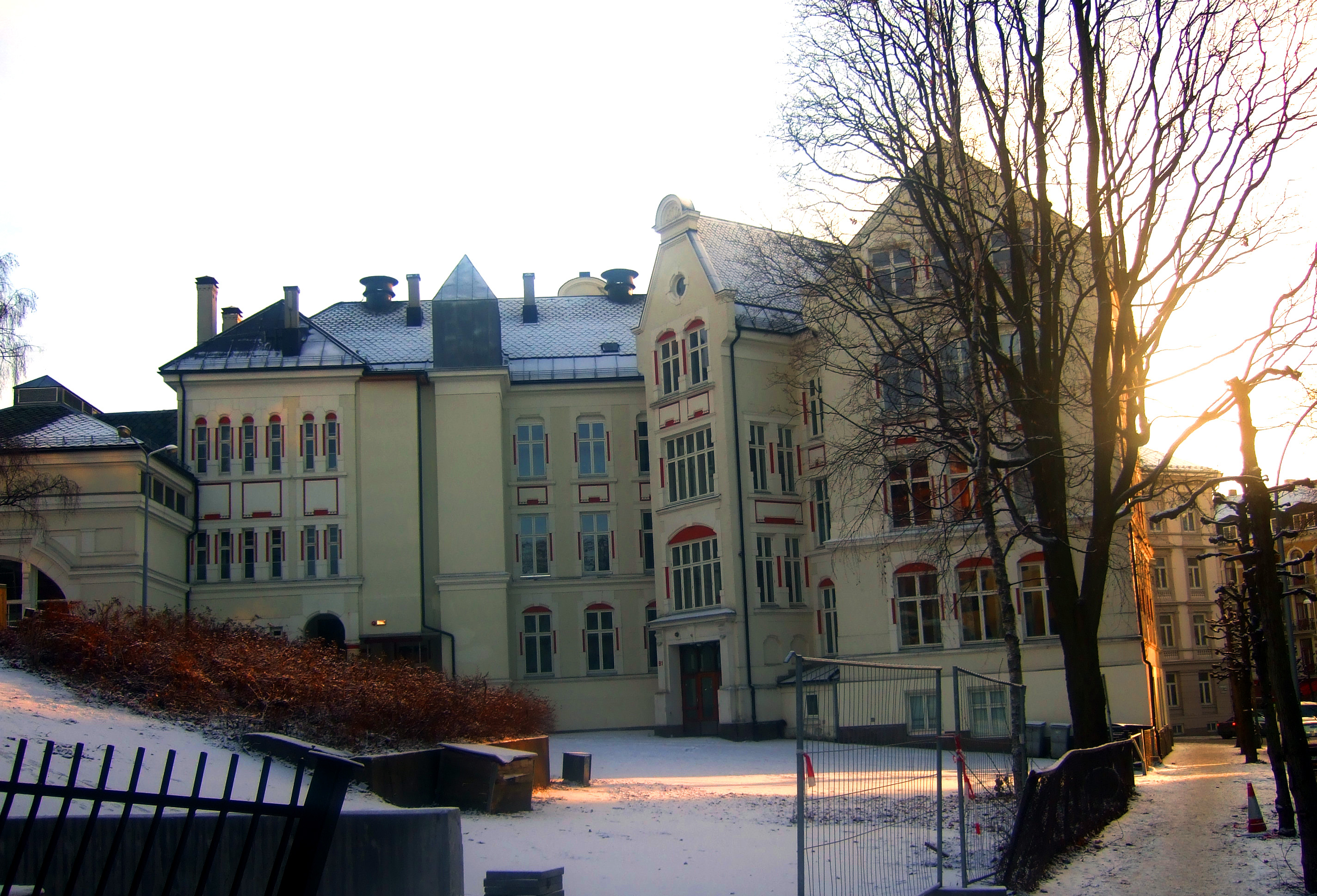
مدرسة هارتفيغ نيسن في أوسلو

يحكي المسلسل الحياة اليومية لعدد من المراهقين في ثانوية هارتفيغ نيسن في أوسلو حيث يتبع المسلسل ثنائيا رئيسيا جديدا في كل موسم لعرض حياتهم اليومية ومشاكلهم العاطفية والجنسية والمشاكل التي قد يتعرضون لها مرتكزا على مواضيع معاصرة تتراوح من صعوبات العلاقة، الهوية، اضطرابات الأكل، الاعتداء الجنسي، المثلية الجنسية، قضايا الصحة العقلية، الدين، والحب الممنوع.
وللفت المشاهد تتم في بداية كل أسبوع نشر مقطع حلقة أو محادثة أو منشور جديد على موقع المسلسل ووسائل التواصل الاجتماعي بشكل يومي، وفي كل يوم جمعة يتم توحيد ودمج جل المقاطع في حلقة واحدة كاملة للبث. كما خصصت لكل شخصية خيالية حسابات تواصل تعريفية على شبكات التواصل الاجتماعي يمكن للمشاهد متابعتها. في حين يتيح العرض التفاعل الفعلي للمشاهد طوال مدة بث الحلقة.
صورت أحداث المسلسل في مدرسة هارتفيغ نيسن مدرسة ثانوية إعداديّة وصالة ألعاب رياضية مرموقة تقع في حي فروجنير في منطقة ويست إند في أوسلو، بمحاذاة شارع نيلز جويل 56 (Niels Juels gate). تعرف المدرسة التي أسست من قبل هارتفيغ نيسن في عام 1849 بشكل غير رسمي وعلى نطاق واسع باسم «نيسن». حيث كانت في الأصل مدرسة خاصة للبنات لخدمة الطبقة البورجوازية العليا. شمل خريجوها العديد من المشاهير واثنين من أعضاء العائلة المالكة النرويجية. كما كانت المدرسة أول مدرسة عليا في النرويج قبلت بالنساء في صفوفها.

## أبطال العمل والشخصيات

ليزا تيغن في دور (إيفا كفايغ موهن)
جوزفين فريدا بيترسين في دور (نورا أمالي ساتريه)
تارجي ساندفيك موي في دور (إيزاك فالتيرسين)
إيمان مسكيني في دور (سناء بكوش)

### الشخصيات حسب أهمية الظهور
شخصيات المسلسل حسب أهمية الظهور في كل موسم.
| إيفا كفايغ موهن                | ليزا تيغن              | بطولة     | دور مساعد | دور مساعد | دور مساعد  |            |            |
| نورا أمالي ساتريه              | جوزفين فريدا بيترسين   | دور مساعد | بطولة     | دور مساعد | دور مساعد  |            |            |
| إيزاك فالتيرسين                | تارجي ساندفيك موي      | دور مساعد | دور مساعد | بطولة     | دور مساعد  |            |            |
| سناء بكوش                      | إيمان مسكيني           | دور مساعد | دور مساعد | دور مساعد | بطولة2     |            |            |
| جوناس نوا فاسكيز               | مارلون فالديس لانجلاند | دور مساعد | دور مساعد | دور مساعد | دور مساعد2 |            |            |
| فيلدا هلرود ليان               | يولريك فالش            | دور مساعد | دور مساعد | دور مساعد | دور مساعد2 |            |            |
| كريستينا بيرغ                  | إينا سفينيندال         | دور مساعد | دور مساعد | دور مساعد | دور مساعد2 |            |            |
| كريستوفر شيستاد (المخترق كريس) | هيرمان توميراس         | دور مساعد | دور مساعد | دور مساعد | دور مساعد2 |            |            |
| انجريد ثيس غوبسيت              | سيسيلي مارتينسن        | دور مساعد | دور مساعد | دور شرفي  | دور مساعد  |            |            |
| سارة نورستيلين                 | كريستينا اوديجارد      | دور مساعد | دور مساعد | دور شرفي  | دور مساعد  |            |            |
| ماغنوس فوسباكين                | ديفيد الكسندر شولهولت  | دور مساعد | دور شرفي  | دور مساعد | دور مساعد  |            |            |
| ويليام ماغنوسون                | توماس هايز             | دور مساعد | دور مساعد |           | دور مساعد2 |            |            |
| اسكيلد ترايفغسون               | كارل مارتن اغيسبو      |           | دور مساعد | دور مساعد | دور مساعد2 |            |            |
| لين لارسن هانسن                | راكيل أفستي نيسي       |           | دور مساعد | دور مساعد | دور مساعد2 | دور مساعد2 | دور مساعد2 |
| إيفن بيك نايشيم                | هنريك هولم             |           |           | دور مساعد | دور مساعد2 |            |            |
| المهدي ديسي                    | ساشا كليبر نيليغيرا    |           |           | دور مساعد | دور مساعد  |            |            |
| إيما لارسين                    | روبي داغنال            |           |           | دور مساعد | دور شرفي   |            |            |
| ميكايل أورليلي بوكال           | يوسف حجيلدي المفتي     |           |           | دور شرفي1 | دور مساعد  |            |            |
| يوسف عكار                      | جنكيز آل               |           |           |           | دور مساعد  |            |            |
| إلياس بكوش                     | سيمو محمد الحبابي      |           |           |           | دور مساعد  |            |            |
| أدام ماليك                     | آدم عزاري              |           |           |           | دور مساعد  |            |            |
| معتصم التاتوتي                 | معتصم بالله            |           |           |           | دور مساعد  |            |            |

- 1في الموسم الثالث، يظهر ميكائيل أورليلي بوكال في الفيديو الذي يجده إيزاك لـإفين على الإنترنت.
- 2في الحلقة الأخيرة من الموسم الرابع، تتغير الشخصية الرئيسية بين كل مقطع. حيث يملك كل من فيلدا وكريستوفر (المخترق كريس) وجوناس وكريستينا وإفين ووليام مقطعًا يمثلون فيه الشخصية الرئيسية. في حين اسكيلد ولين مقطع واحد معًا.

### الشخصيات الرئيسية

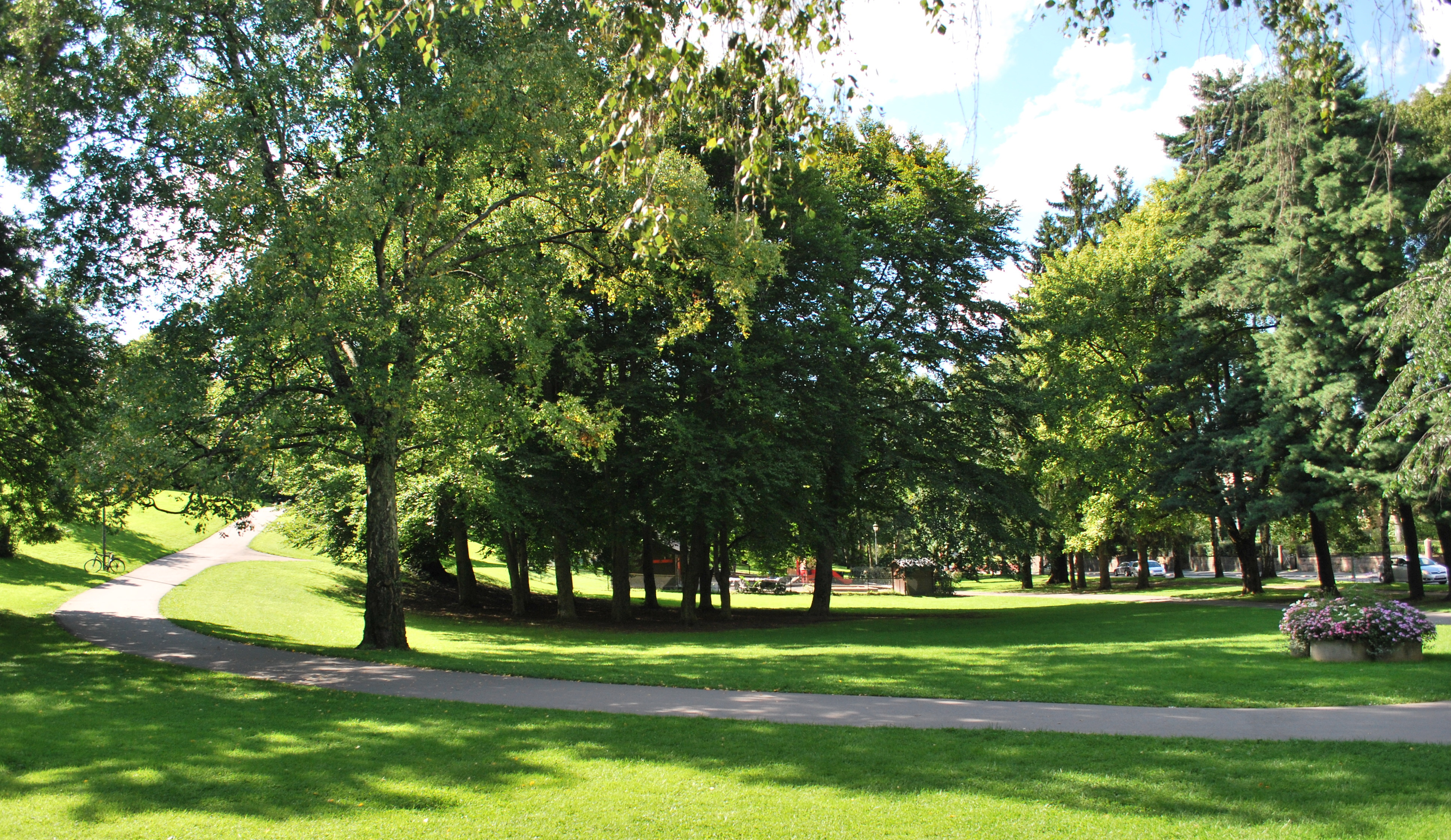
عدة شخصيات ترددت على حديقة القديس جون

- ليزا تيغن في دور إيفا كفايغ موهن (من مواليد 2 يونيو 1999) هي الشخصية الرئيسية للموسم الأول. تعيش إيفا في المنزل مع والدة منشغلة دائمًا. في بدية الموسم الأول تبدأ إيفا بمواعدة جوناس هذا الأخير الذي انتهى للتو من علاقة عاطفية مع أفضل صديقاتها إنغريد. خلال الأحداث تبرز علاقة إيفا بجوناس المعقدة حيث تجد صعوبة في الوثوق به مما يؤدي بها في نهاية المطاف إلى خيانته وتفكك علاقتهما في نهاية الموسم الأول. تبدأ إيفا الدراسة في ثانوية هارتفيغ نيسن عام 2015 مع أصدقائها وزملاءها السابقين جوناس وإنغريد وسارة وإيزاك. وبسبب علاقتها مع جوناس تفقد صديقتيها السابقتين إنغريد وسارة، مما يجعلها تبدأ صداقات جديدة مع نورا وكريس وفيلدا وسناء. بعد الموسم الأول تصور إيفا في الغالب كفتاة محبة للسهر والمرح في علاقة متقلبة مع المخترق كريس.
- جوزفين فريدا بيترسين في دور نور أمالي ساتريه (من مواليد 6 أبريل 1999) هي الشخصية الرئيسية للموسم الثاني. يتم تصوير نورا على أنها شخصية فاتنة واثقة، ذكية ومساعدة لصديقاتها. في الموسم الثاني، يتم الكشف على أنها تعيش مع شريكين في السكن وليس لديها أي اتصال مع والديها كما تعاني من عدم الأمان الذي تعوضه بالاهتمام بالأخرين، وخلافا لأصدقائها إيفا، كريس وفيلدا ليست نورا من محبي الشرب أو ربط العلاقات الجنسية السريعة مع الرجال. عندما يقوم الفتى اللعوب وليام بالتلاعب بصديقتها الساذجة فيلدا تتصدى له نورا مما يجعله يهتم بها ويحاول التقرب منها بالرغم من رفضها المتكرر، إلا أنها في النهاية تهتم به لكن بسبب سمعته السيئة وعنفه تجد نورا صعوبة في تقبله. في نهاية الموسم الثاني ينتهي بهم الأمر في علاقة حب معا يعكر صفوها شقيقه الأكبر. في المواسم الثالث والرابع يتم تصوير نورا أكثر سذاجة وضيقًا قليلاً، حيث تواجه تعقيدات في علاقتها مع وليام لكن في نهاية الموسم الرابع ينتهيان معا.
- تارجي ساندفيك موي في دور إيزاك فالتيرسين (من مواليد 21 يونيو 1999) هو الشخصية الرئيسية للموسم الثالث. يعد إيزاك صديقا مقربا لكل من إيفا وجوناس في الموسم الأول، في نهايته تجد نورا وإيفا صورًا إباحية للمثليين على هاتف إيزاك، مما يثير شكوكهم حول توجهه الجنسي. في الموسم الثالث يتتبع المشاهد نضال إيزاك لتقبل ميولاته الجنسية ولقاءه بإفين الذي سرعان ما يقع في حبه ويبدأ في رؤيته سراً. ومع ذلك، عندما ينوي إفين الجهر بعلاقتهما يقبل إيزاك بذلك رغم معرفته برفض أمه المسيحية حيث يخبره أنها لا تهمه ولا يريد أن يكون حوله أشخاص يعانون من اضطرابات عقلية يعكرون صفو حياته دون أن يدرك إصابة إفين باضطراب ثنائي القطب مما يجعل الأخير يبتعد عنه. يعاني إفين من مشاعره اتجاه إفين فيخبر صديقه المفضل جوناس بما في قلبه وبتوجهه الجنسي، ثم أصدقاءه المقربين فيما بعد. يعود إيزاك لإفين بمساعدة أصدقائه، لكن بعد أن يصاب إيفن بحالة هوس تفزع إيزاك ينأى الأخير بنفسه عنه بسبب الصدمة وشكه في حقيقة مشاعر إفين. ومع ذلك، يحاول فهم مرض إفين بعد مناقشة ذلك مع أصدقائه، ليعود معه مرة أخرى بعد أن يدرك أنه يحبه. في الموسم الرابع، يظهر إيزاك أكثر سعادة، حيث يعيش بشكل مريح وعلني مع إفين.
- إيمان مسكيني في دور سناء باكوش (من مواليد 24 ديسمبر 1999) هي الشخصية الرئيسية للموسم الرابع من المسلسل. مسلمة محجبة ذات شخصية قوية، قائدة مجموعة الفتيات وعلى عكس صديقاتها إيفا، نورا وإسحاق لديها علاقة وثيقة مع عائلتها. تحاول سناء طوال السلسلة التوفيق بين نمط حياتها كمسلمة ملتزمة واكتشاف الحياة النرويجية الصاخبة والمثيرة. تتسم شخصيتها بالهدوء والحسم والبلاغة، ولا تتحدث أبدًا عن مشاكلها العاطفية لكنها دائمًا ما تكون عرضة للأحكام المسبقة المتواصلة من زملائها ووالديها والمارة بسبب حجابها ودينها الأمر الذي يقودها أحيانًا لاتخاذ قرارات غير عقلانية والانفجار غضبا عندما تحاول سارة إقصاءها واستبعادها من فريقها بسبب اختلافها العقائدي خلال احتفال التخرج ما يعرف بالروسفيرينغ. في الموسم الرابع، تقع سناء في حب يوسف، الذي تعتقد في البداية أنه مسلم لكنها تكتشف انه ملحد، ورغم محاولاتها الأولية لإبعاد نفسها عنه، تجد نفسها في النهاية تقترب منه أكثر.

### الشخصيات الثانوية
- يولريك فالش في دور فيلدا هلرود ليان (من مواليد 13 يوليو 1999) مراهقة ساذجة والعضو الرابع في فرقة الفتيات الرئيسية. هي المنظمة الرئيسية لكل ما يتعلق بالحفلات والمناسبات الاجتماعية للفرقة.
- إينا سفينيندال في دور كريستينا «كريس» بيرغ (من مواليد 6 يناير 1999) هي العضو الخامس في فرقة الفتيات الرئيسية. عادة ما تتجنب معظم النزاعات والمحادثات العاطفية العميقة.

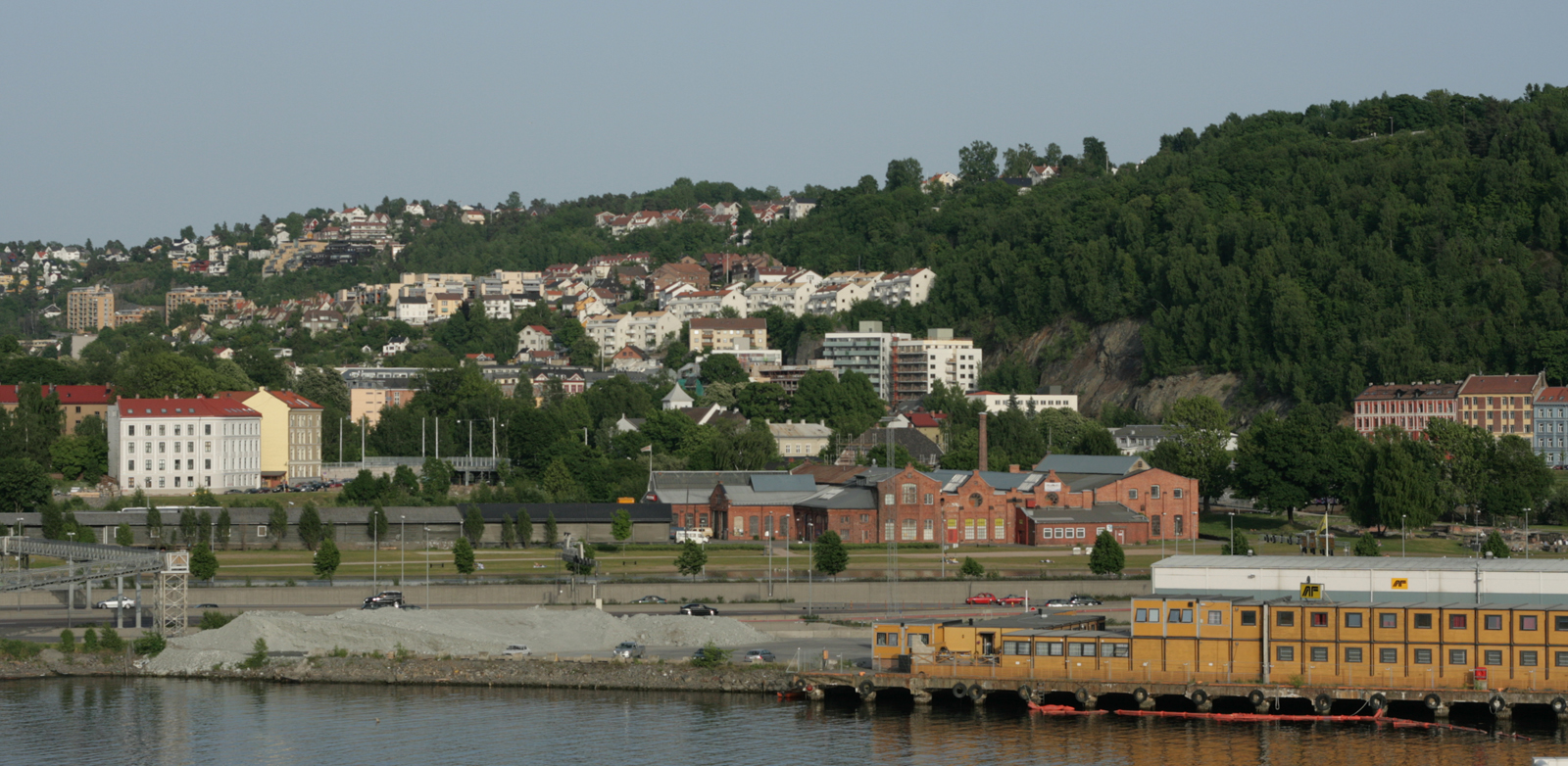
سناء باكوش التقت يوسف في حي سورينغ في مدينة أوسلو.

- توماس هايز في دور ويليام ماغنوسون (من مواليد 10 يناير 1997)، حبيب نورا في نهاية الموسم الثاني وأفضل صديق للمخترق كريس.
- هيرمان توميراس في دور كريستوفر شيستاد الملقب (المخترق كريس) (من مواليد 21 مارس 1997) زير نساء تربطه علاقة متقلبة مع إيفا خلال المواسم الأربعة. يعد أكبر بسنتين من جميع الشخصيات الرئيسية، يدرس أيضًا في مدرسة نيسن في الموسمين الأولين.
- هنريك هولم في دور إيفن بيك نايشيم (من مواليد 12 فبراير 1997) حبيب إيزاك الذي تربطه معه قصة حب في الموسم الثالث. يعاني من مرض اضطراب المزاج ثنائي القطب.
- جنكيز آل في دور يوسف عكار (من مواليد 21 سبتمبر 1997) ملحد يقع في حب سناء شقيقة صديقه إلياس.
- مارلون فالديس لانجلاند في دور جوناس نوا فاسكيز (من مواليد 20 ديسمبر 1999) هو حبيب إيفا في الموسم الأول. وهو أيضا أفضل صديق لإيزاك وزميل في الصف مع جميع الشخصيات الرئيسية.
- كارل مارتن اغيسبو في دور اسكيلد ترايفغسون (من مواليد 19 أغسطس 1995) هو شريك نورا في السكن في الموسم الثاني والرابع، وإيزاك في الموسم الثالث. وهو شاب مثلي الجنس.
- ديفيد الكسندر شولهولت في دور ماغنوس فوسباكين (من مواليد 30 أكتوبر 1999) هو تلميذ بالمدرسة وصديق إيزاك ومهدي وجوناس. في الموسم الرابع يصبح حبيب فيلدا.
- راكيل أفستي نيسي في دور لين لارسن هانسن (من مواليد 1 يناير 1996) هي شريكة نورا واسكيلد في السكن في الموسم التاني والرابع، وإيزاك في الموسم الثالث. يعرف عنها أنها منطوية وتعاني من الاكتئاب.
- سيمو محمد الحبابي في دور إلياس بكوش (من مواليد 5 مارس 1997)، شقيق سناء والزميل السابق لإفين.
- سيسيلي مارتينسن في دور انغريد ثيس غوبسيت (من مواليد 23 فبراير 1999) كانت حبيبة جوناس وصديقة إيفا المقربة قبل الموسم الأول. تعد إنغريد عضوة في فرقة «بيبسي ماكس سكواد» المنافسة لفرقة الفتيات الرئيسية.
- كريستينا أوديغارد في دور سارة نورستيلين (من مواليد 12 يوليو 1999) هي أفضل صديقة لإنغريد وزعيمة فرقة «بيبسي ماكس سكواد». كانت سارة تواعد إيزاك في الموسم الثاني.

## أجزاء المسلسل
تمت كتابة جميع الحلقات وإخراجها من قبل جولي أنديم.
| الموسم | الحلقات | الحلقات | الأصلي         | الأصلي         |
| الموسم | الحلقات | الحلقات | الأول          | الأخير         |
| ------ | ------- | ------- | -------------- | -------------- |
| 1      | 11      | 11      | 25 سبتمبر 2015 | 11 ديسمبر 2015 |
| 2      | 12      | 12      | 4 مارس 2016    | 3 يونيو 2016   |
| 3      | 10      | 10      | 7 أكتوبر 2016  | 16 ديسمبر 2016 |
| 4      | 10      | 10      | 14 أبريل 2017  | 24 يونيو 2017  |

### الموسم الأول
تم إعداد الحلقة الأولى من الموسم الأول يوم الثلاثاء 22 سبتمبر 2015، مع الحلقات المشتركة خلال أسبوع البث لتعرض كحلقة كاملة يوم الجمعة 25 سبتمبر 2015. يتكون الموسم من 11 حلقة. ويحكي الجزء الأول الذي تلعب فيه ليزا تيغن الشخصية الرئيسية بدور (ايفا موهن). علاقتها الصعبة مع صديقها جوناس ومواضيع المراهقين أبرزها الوحدة والهوية والانتماء والصداقة.
| # | #                | عنوان الحلقة                                 | عنوان الحلقة                                        | عنوان الحلقة                 | تفاصيل الحلقة | تفاصيل الحلقة  |
| مجموع الحلقات | عدد حلقات الموسم | بالنرويجية                                   | بالإنجليزية                                         | بالعربية                     | مدة الحلقة    | تاريخ العرض    |
| 01 | 01               | Du ser ut som en slut                        | You look like a slut                                | أنت تبدو مثل الفاسقة         | 20 دقيقة      | 25 سبتمبر 2015 |
| --- | ---------------- | -------------------------------------------- | --------------------------------------------------- | ---------------------------- | ------------- | -------------- |
| بسبب علاقتها مع جوناس الحبيب السابق لأفضل صديقاتها إنغريد تخسر إيفا صديقتيها إنغريد وسارة فتصبح وحيدة في المدرسة الثانوية مع جوناس وصديقه المفضل إيزاك. في وقت لاحق، تتعرف على فتيات المسرح اللواتي يدعونها لحفل صاخب سيحضره كل طلاب المدرسة. تقرر إيفا الذهاب برفقة جوناس لكن الأخير يعتذر بسبب حفل اخر لمغنيه المفضل سيحضره رفقة إيزاك. تشعر إيفا بالوحدة في المنزل فتقرر الذهاب للحفل حيث تلتقي بعدة أشخاص منهم: فيلدا، كريس، نورا والمخترف كريس.                                 |                  |                                              |                                                     |                              |               |                |
| 02 | 02               | Jonas, dette er helt dust                    | Jonas, this is totally dumb                         | جوناس الغبي                  | 17 دقيقة      | 2 أكتوبر 2015  |
| خلال الإجازة، تذهب إيفا وجوناس وإيزاك إلى الشاليه. إيفا مستاءة من حبيبها جوناس لأنه دعا أشخاصا أخرين بينما كان من المفترض أن يكونا وحدهما، كما تبدأ أيضا في الاشتباه في أن جوناس يخفي أشياء عنها خاصة فيما يتعلق بعلاقته مع حبيبته السابقة إنغريد. تنفجر إيفا في وجه جوناس أمام أصدقاءه لكنه يتجاهلها. |                  |                                              |                                                     |                              |               |                |
| 03 | 03               | Vi er de største loserne på skolen           | We're the biggest losers at school                  | نحن أكبر الخاسرين في المدرسة | 17 دقيقة      | 9 أكتوبر 2015  |
| بعد العودة من الشاليه ينصح جوناس إيفا بالحصول على أصدقاء في المدرسة الثانوية، تتعرف إيفا على نورا ثم فيلدا وكريس الفتاتان اللتاني قابلتهما في الحفلة الصاخبة. تحاول فيلدا حث الفتيات على الانضمام إلى حافلة التخرج الخاصة بهم لكن نورا ترفض في البدء ثم تقبل شرط موافقة فيلدا على انضمام المسلمة سناء فتوافق. تطلق سناء اسم الخاسرات (LOSERS) على المجموعة وتضع مخططا ثم تطلب من إيفا ترك حبيبها لاجتذاب شبان اخرين رفقة نورا لمجموعة الحافلة.                                       |                  |                                              |                                                     |                              |               |                |
| 04 | 04               | Go for it din lille slut                     | Go for it, you little slut                          | اذهب أنت فاسق صغير           | 15 دقيقة      | 16 أكتوبر 2015 |
| تريد سناء وفيلدا من إيفا الاقتراب من فريق المخترق كريس لتكون لهم شعبية في الثانوية وتتم دعوتهم إلى حفلات التخرج. تنجح إيفا في التقرب من المخترق كريس الذي يدعوهم إلى حفله، تبدأ فيلدا في إغواء رئيس فرقة المخترق وليام. تتشاجر سناء مع مجموعة إنغريد وسارة وتغادر الحفل فتلحقها جل الفتيات. |                  |                                              |                                                     |                              |               |                |
| 05 | 05               | Hva er det som gjør deg kåt?                 | What turns you on                                   | ما الذي يحمسك؟               | 19 دقيقة      | 23 أكتوبر 2015 |
| تدعو إيفا جوناس لتناول العشاء في المنزل ولقاء والدتها. بالموازاة مع ذلك، ترافق الفتيات فيلدا إلى ممرضة المدرسة لمعرفة المزيد عن موانع الحمل، بعد أن قررت الأخيرة أن تفقد عذريتها مع وليام. يلغي جوناس عشاءه مع إيفا لأسباب شخصية ما يزيد الفجوة بينهما. |                  |                                              |                                                     |                              |               |                |
| 06 | 06               | Man vet når gutter lyver                     | You know when a boy is lying                        | أنت تعرفين متى يكذب الصبي    | 23 دقيقة      | 30 أكتوبر 2015 |
| تعتقد إيفا أن جوناس يخونها مع حبيبته وصديقتها السابقة إنغريد، فتقابل إيزاك لتكتشف الأمر لكنه ينصحها بالحديث مع إنغريد. يدعو المخترق كريس إيفا وصديقاتها لحفلة عيد الهالوين التي ينظمها. تذهب الفتيات للحفل. تؤكد إنغريد لإيفا علاقتها بجوناس فتحزن وتسمح للمخترق كريس بالتقرب منها قبل أن تكتشف أن له حبيبة تدعى ابن. يعترف جوناس لإيفا التي تعود من الحفل أنه مدمن ماريجوانا يشتريه من أخ إنغريد فقط ولا توجد بينهما علاقة. تشعر إيفا بالحسرة لتقبيلها المخترق كريس وخيانتها جوناس. |                  |                                              |                                                     |                              |               |                |
| 07 | 07               | Tenker alltid det er meg det er noe gale med | I always think it's me there's something wrong with | هناك خطأ ما                  | 20 دقيقة      | 13 نوفمبر 2015 |
| تحس إيفا بالذنب لخيانة جوناس فتسأل إيزاك للحصول على المشورة بشأن القبلة المتبادلة مع كريس. يخبرها إيزاك بكتمان الأمر حتى لا تدمر علاقتها بجوناس. تشجع نورا فيلدا على الوقوف في وجه وليام وعدم السماح له بمعاملتها بشكل سيئ. يجرح وليام مشاعر فيلدا فتتصدى له نورا ما يجعله يهتم بها. تعلم صديقة المخترق كريس بخيانته لها مع إيفا وتتشاجر معها في الثانوية. |                  |                                              |                                                     |                              |               |                |
| 08 | 08               | Hele skolen hater meg                        | The whole school hates me                           | المدرسة بأكملها تكرهني       | 24 دقيقة      | 20 نوفمبر 2015 |
| يعلم جميع طلاب المدرسة بخيانة إيفا وتوضع على القائمة السوداء. يعلم جوناس بالأمر ويرفض الحديث مع إيفا على الرغم من محاولاتها العديدة. تعلم فيلدا حقيقة الخلاف بين إيفا وإنغريد بعد أن أخبرت الأخيرة كل من في المدرسة بذلك. بالموازاة مع ذلك يحاول وليام التقرب من نورا لكنها ترفضه. تقلق فيلدا من وضعهم في القائمة السوداء بسبب إيفا. تشرح إيفا لجوناس سبب تقبيلها المخترق كريس. |                  |                                              |                                                     |                              |               |                |
| 09 | 09               | Man er det man gjør                          | You are what you do                                 | أنت.. هو ما تفعل             | 21 دقيقة      | 27 نوفمبر 2015 |
| تتلقى إيفا رسالة تهديد وفي الحمام تخبرها فيلدا أنها تركت فتيات الحافلة بسببها. تقرر إيفا تغيير الثانوية لكن إيزاك يقنعها بالقتال وعدم الاستسلام. تخبر سناء إيفا ونورا أن الفتاة التي قبلها المخترق كريس في الحفل كانت إنغريد. تعلم إيفا أن صديقها إيزاك هو الذي نشر ما حدث بينها وبين المخترق كريس. |                  |                                              |                                                     |                              |               |                |
| 10 | 10               | Jeg tenker du har blitt helt psyko           | I think that you've become totally psycho           | أعتقد أنك أصبحت مجنونا تمامًا | 21 دقيقة      | 4 ديسمبر 2015  |
| تغضب إيفا من خيانة إيزاك لثقتها وتذهب لمنزله لكنها تجد جوناس الذي يخبرها أن عائلة إيزاك تنفصل. تخبر صديقة المخترق كريس إيفا أنها انفصلت عنه وتدعوها رفقة صديقاتها لحفلة عيد الميلاد. تقرر إيفا مواجهة إيزاك بخيانته فيخبرها أنه كان ثملا ولم يقصد ذلك وأنه شعر بالغيرة لأنه يحبها. في موازاة ذلك، تشعر الفتيات بالقلق على فيلدا بعد أن تحضر الحفل ثملة وتفقد الوعي. تحمل الفتيات فيلدا إلى منزل إيفا ويعتنين بها. أثناء الليل، تهذي فيلدا بأنها ربما قتلت طفل ويليام الليلة.         |                  |                                              |                                                     |                              |               |                |
| 11 | 11               | Et jævlig dumt valg                          | A really stupid choice                              | اختيار غبي حقا               | 35 دقيقة      | 11 ديسمبر 2015 |
| ترافق الفتيات فيلدا إلى ممرضة المدرسة لمعرفة ما إذا كانت حاملاً حقاً. يستمر وليام في مغازلة نورا. تتحدث إيفا مع إيزاك عن نواياه الحقيقية ويتصالحان. تقرر إيفا التحدث مع جوناس ويقرران الانفصال. خلال حفلة رأس السنة يعتذر وليام من فيلدا للتقرب من نورا. تسترق نورا النظر في هاتف إيزاك وتكتشف أنه زار مواقع إباحية للشواذ، مما يجعلها تخبر إيفا أن إيزاك ربما مثلي الجنس وأن مشاعر الحب التي يكنها ليست لها وإنما لحبيبها جوناس.                                                      |                  |                                              |                                                     |                              |               |                |

### الموسم الثاني
تم إعداد الحلقة الأولى من الموسم الثاني يوم الاثنين 29 فبراير 2016، مع الحلقات المشتركة خلال أسبوع البث لتعرض كحلقة كاملة يوم الجمعة 4 مارس 2016 ويتكون الموسم 2 من 12 حلقة. ويحكي الموسم الثاني الذي تلعب فيه جوزفين فريدا بيترسين الشخصية الرئيسية بدور (نور أمالي ساتريه) علاقتها مع (وليام) توماس هايز الشاب المغرور مع إلقاء الضوء على مجموعة من القضايا المعاصرة مثل الصداقة والنسوية واضطرابات الأكل والصورة الذاتية والعنف والاعتداء الجنسي وأزمة اللاجئين المعاصرة فيما يتعلق بالديمقراطية النرويجية.
| # | #                | عنوان الحلقة                               | عنوان الحلقة                                 | عنوان الحلقة                | تفاصيل الحلقة | تفاصيل الحلقة |
| مجموع الحلقات | عدد حلقات الموسم | بالنرويجية                                 | بالإنجليزية                                  | بالعربية                    | مدة الحلقة    | تاريخ العرض   |
| 12 | 01               | Om du bare hadde holdt det du lovet        | If only you'd kept your promises             | حافظي على وعدك              | 26 دقيقة      | 4 مارس 2016   |
| --- | ---------------- | ------------------------------------------ | -------------------------------------------- | --------------------------- | ------------- | ------------- |
| تختلف نورا مع فيلدا حول نوايا الرعاة الرسميين لحافلة تخرجهم. تحاول نورا استيعاب شريكيها في السكن اسكليد ولين. يصبح جوناس وإيفا مجرد صديقين مقربين. تحاول نورا بكل ما في وسعها تجنب محاولات وليام لجذبها. ينجح وليام في دعوة فيلدا وصديقاتها إلى حفله بعد رفض نورا لطلبه. تطلب نورا من اسكليد التقرب من فيلدا لإبعادها عن ألاعيب وليام. تنظم نورا حفلا مع صديقاتها واسكيلد. يتصل وليام بفيلدا بعد تجاهل نورا لاتصالاته. يجبر وليام نورا قبول موعد معه ليتوقف عن التلاعب بفيلدا فتقبل. |                  |                                            |                                              |                             |               |               |
| 13 | 02               | Du lyver til en venninne og skylder på meg | You lie to a friend and blame me             | تكذبين على صديقتك وتلومينني | 26 دقيقة      | 11 مارس 2016  |
| تسمع إيفا وصديقاتها شائعات حول علاقة لجوناس. تواجه سناء مشاكل مع مسلمات أخريات في الثانوية يرفضن اندماجها مع فتيات لسنا من تقاليدها. تقرر نورا الذهاب في موعد مع وليام لإبعاده عن فيلدا وتتحجج بعيد ميلاد اسكيلد ما يجعل إيفا تحضر للاحتفال به. يتصل أصدقاء وليام به لإعلامه بمشاكل مجموعته مع أحد أعضاء عصابة ياكوزا فينهي موعده مع نورا. |                  |                                            |                                              |                             |               |               |
| 14 | 03               | ?Er det noe du skjuler for oss             | ?Are you hiding something from us            | هل تخفي شيئًا عنا؟           | 36 دقيقة      | 18 مارس 2016  |
| تعلم الثانوية بمشاجرة مجموعة المخترقين والياكوزا. تحاول نورا بأي ثمن الحفاظ على موعدها السري مع وليام حتى لا تؤذي مشاعر فيلدا. ينظم وليام أمسية في شقته ويدعو الجميع تذهب الفتيات لكن نورا ترفض الحضور. تتصل إيفا بنورا وتخبرها أن ويليام أساء معاملة فيلدا وأنها منهارة. تصل نورا الحفل وتجد إيفا ثملة فتخبرها أن فيلدا ذهبت. تسأل نورا ويليام عن فيلدا فيخبرها أنه رفض أن تقبله. تنهي الشرطة الحفل الصاخب وترحل إيفا مع جوناس بحقيبة ومعطف نورا. تجد نورا نفسها بمفردها مع ويليام فتتصل باسكيلد الذي يخبرها أنه سينتظرها في المنزل. تكذب نورا على ويليام للبقاء معه. |                  |                                            |                                              |                             |               |               |
| 15 | 04               | Jeg visste det var noe rart med henne      | I knew there was something strange about her | كنت أعلم                    | 29 دقيقة      | 24 مارس 2016  |
| في عطلة عيد الفصح، تذهب الفتيات إلى منزل جدة كريس في الريف حيث يلتقيان بشاب غريب يدعى كاسبر. بعد اللعب بلعبة ويجا تقتنع فيلدا وإيفا بأن سناء لديها قوى خارقة للطبيعة. تصاب الفتيات بالذعر من مضايقات كاسبر لكنهم يدركن أنها مجرد مزحة من سناء وكريس. في نفس الوقت، تحاول نورا مساعدة فيلدا بالتغلب على مشاكلها الغذائية. |                  |                                            |                                              |                             |               |               |
| 16 | 05               | Jeg er i hvert fall ikke sjalu             | I'm certainly not jealous                    | بالتأكيد لست غيورة          | 32 دقيقة      | 1 أبريل 2016  |
| تحاول نورا إقناع الجميع بالاهتمام بقضايا اللاجئين في حين يحاول اسكيلد استغلال ذلك والتقرب من أحد الشبان. تنظم مجموعة ويليام مزادًا يتم فيه شراء لحظات حميمة مع الأولاد لكسب المال ولتحفيز نورا على الحضور يقرر ويليام التبرع ببعض الأموال لمساعدة اللاجئين. يستمر ويليام في التقرب من نورا التي بدأت تبادله نفس المشاعر لكنها ترفض الاعتراف بذلك حتى لا تخون فيلدا. يدفع ويليام نورا للاعتراف بمشاعرها اتجاهه لكنها تكذب عليه. يترك وليام الحفل ويرحل. في الخارج تلحق نورا بوليام وتخبره بحقائقه الأربعة وأنه أناني ثم تقبله دون أن تعرف أن فيلدا قد حضرت المشهد. |                  |                                            |                                              |                             |               |               |
| 17 | 06               | Jeg vil ikke bli beskytta                  | I don't want to be protected                 | لست بحاجة إلى حماية         | 24 دقيقة      | 22 أبريل 2016 |
| بعد قضاء الليلة مع ويليام، تتعرف نورا في المطبخ وبالصدفة على شقيقه الأكبر نيكولاي. بعد اكتشاف وجوده ينفي ويليام صلته بنورا ويعاملها ببرود شديد حتى يحميها من تلاعبات شقيقه ويخفي السبب عليها. تتحدث الفتيات عن تعرض جوناس للضرب على يد مجموعة من الشبان الذين يرهبون المدينة. يعتذر وليام من نورا على تصرفه فتخبره نورا بأنها تريد معرفة المزيد عن حياته، بما في ذلك مقابلة شقيقها رسميًا. تفاجئ نورا عندما ترى إزاك يدخل سيارة المخترق كريس بعد الدوام. |                  |                                            |                                              |                             |               |               |
| 18 | 07               | Noora, du trenger pikk                     | Noora, you need cock                         | نورا، أنت بحاجة للجنس       | 24 دقيقة      | 29 أبريل 2016 |
| تتحدث نورا وإيفا عن إيزاك لإسكيلد الذي يقرر معرفة ما إذا كان مثلي الجنس أم لا. تحاول فيلدا تدبير موعد غرامي لنورا رغم معرفتها بعلاقتها بويليام. في نفس الان تحاول نورا اخفاء علاقتها بويليام وتقبل الموعد. يخبر إسكيلد نورا أن إيزاك ليس مثلي الجنس. تبدأ احتفالات التخرج وتدعى الفتيات للحفل في حافلة مجموعة ويليام. لكنهم يشعرون بالصدمة عندما يشهدون شجارا عنيفا مع مجموعة من الشبان الذين هاجموا كريس وجوناس سابقا. يطلب ويليام من نورا عدم مغادرة الحافلة حفاظا على سلامتها. تشعر نورا بالذهول عندما يكسر ويليام زجاجة على رأس أحد شبان العصابة. |                  |                                            |                                              |                             |               |               |
| 19 | 08               | Du tenker bare på William                  | You're only thinking of William              | أنت تفكرين فقط في وليام     | 41 دقيقة      | 6 مايو 2016   |
| يحاول ويليام شرح إيماءاته ومشاركته في القتال لنورا لكنها ترفض الإصغاء والخروج مع شخص عنيف وتطلب منه الانفصال مؤقتا بالرغم من رفضه. في وقت لاحق، تتحدث نورا مع سناء في المكتبة. تحاول سناء أن تجعلها ترى الأشياء من وجهة نظر ويليام وتنصحها بأن لا تحكم عليه وأن تكون معه إذا كان هذا ما يريده قلبها. تقرر نورا قول الحقيقة لفيلدا التي تتقبل الأمر بشكل جيد وتشكر نورا لعدم كذبها عليها حول بداية علاقتهما. تبحث نورا عن ويليام ليعودا معا لكنها تقع على شقيقها نيكولاي. يتلاعب هذا الأخير بنورا قائلاً أن ويليام مريض نفسيا يتلاعب بالناس وأنه لن يبيت في المنزل بل عند إحدى الفتيات. تشعر نورا بالغيرة واليأس فتثمل وتبدأ في فقدان السيطرة. |                  |                                            |                                              |                             |               |               |
| 20 | 09               | Jeg savner deg så jævlig                   | I miss you so damn much                      | أشتاق إليك بجنون            | 22 دقيقة      | 13 مايو 2016  |
| تستيقظ نورا عارية بجوار نيكولاي دون أن تتذكر ما حدث في اليوم السابق. تشعر بالسوء للغاية وتشك بأنها قد تعرضت للاغتصاب. تتحدث إلى نيكولاي من خلال رسالة ويؤكد لها أنه لم يحدث شيء. تكتشف نورا أن ويليام قد نسي هاتفه وأن شقيقه قد كذب عليها وأنه لا يزال يريد أن يكون معها. يشرح ويليام لنورا أن نيكولاي مريض نفسيا وهذا ما دفعه إلى عدم تقديمه إليها خوفا من أن ينزع علاقتهما. يخبر ويليام نورا أنه يحبها ويريد استئناف قصتهما معا فتوافق. تتلقى نورا رسالة من نيكولاي يهددها بصورة عارية لها التقطها دون علمها. |                  |                                            |                                              |                             |               |               |
| 21 | 10               | Jeg skal forklare alt                      | I'll explain everything                      | سأوضح لك كل شيء             | 49 دقيقة      | 20 مايو 2016  |
| تشعر نورا بالسوء بسبب الأحداث الأخيرة فتنعزل في غرفتها. يبدأ أصدقاءها بالقلق فيحضر ويليام لزيارتها وفهم ما يجري. تدعي نورا أنها مريضة ومرهقة ومشغولة بالمقال الذي يجب أن تحرره. يستغل ويليام نوم نورا ويحرر المقال عنها. يحل يوم الدستور النرويجي فيقل ويليام نورا إلى منزل إيفا لتناول الافطار مع صديقاتها. يخبر ويليام نورا أنه يحبها، ولأول مرة تخبره أنها تحبه أيضا. في وقت لاحق تشعر نورا بالسوء فتعترف لصديقاتها أنها تشك أنها تعرضت للاغتصاب من قبل شقيق ويليام. تشجع الفتيات نورا على زيارة الطبيب للتبليغ عن نيكولاي ويرافقنها. تعطي نورا موعدا لنيكولاي في مقهى لجعله يفهم أنه لايرهبها وأنها بلغت عنه. في اليوم التالي، يفشي نيكولاي ما حدث لويليام الذي يسأل نورا بغضب إذا خانته مع شقيقه فتجيبه أنها غير متأكدة، يترك ويليام نورا مستشيطا غضبا رغم محاولاتها لمنعه.                      |                  |                                            |                                              |                             |               |               |
| 22 | 11               | ?Husker du seriøst ingenting               | ?Do you seriously remember nothing           | هل حقا لا تتذكرين أي شيء؟   | 30 دقيقة      | 27 مايو 2016  |
| تأتي فيلدا لرؤية نورا والاطمئنان عليها ثم ترى بين أغراض نورا صورة قديمة لها حيث كانت نحيفة جدًا. تدفع فيلدا صديقتها لتناول الطعام وهي تذكّرها بالنصائح التي كانت تقدمها لها. تلتقي نورا ماري فتاة السنة الأخيرة التي كانت في حفل نيكولاي تؤكد الأخيرة لنورا أنه لم يحدث شيء بينها وبين شقيق ويليام وأنها لم تتعرض للاغتصاب. توضح ماري أن الأخوين ليسا من نفس الأبوين وأنهم عاشا طفولة مأساوية، حيث ماتت أختهما الصغيرة في حادث سيارة تسبب فيه نيكولاي. في وقت لاحق، تواجه نورا ويليام في المدرسة الثانوية، بينما يخطط الأخير للانتقال إلى لندن. تؤكد نورا لويليام أنها لم تخنه مع شقيقه وأنها لن تتركه يرحل قبل أن يمنحها فرصة للحديث فيقبل. يقل كريس ويليام في سيارته لرؤية نورا قبل الذهاب إلى المطار. تحاول نورا إقناعه بعدم الرحيل لكنه لا يستجيب ويرحل ثم يعود بعد بضع ثوان ليأخذ نورا بين ذراعيه. |                  |                                            |                                              |                             |               |               |
| 23 | 12               | ?Vil du flytte sammen med meg              | ?Will you move in with me                    | هل تذهبين معي؟              | 50 دقيقة      | 3 يونيو 2016  |
| يقطع ويليام علاقته بأخيه ويفكر في بيع الشقة. تجد نورا وويليام رسالة في شقته لحضور استجواب الشرطة بشأن مشاجرته مع العصابة. تقبل نورا الرحيل والسكن مع ويليام في لندن. تحاول فيلدا ونورا منع الآخرين من الشهادة ضد ويليام ومع ذلك يعترف الأخير بفعلته. ينظم العاشقان حفلة أخيرة قبل محاكمة ويليام. |                  |                                            |                                              |                             |               |               |

### الموسم الثالث
تم إعداد الحلقة الأولى من الموسم الثالث يوم الأحد 2 أكتوبر 2016، مع الحلقات المشتركة خلال أسبوع البث لتعرض كحلقة كاملة يوم الجمعة 7 أكتوبر 2016 ويتكون الموسم من 10 حلقات تحكي اكتشاف (إيزاك فالتيرسين) الشخصية الرئيسية التي يلعبها الممثل تارجي ساندفيك موي ازدواجية ميولاته الجنسية وعلاقته مع (إيفن) هنريك هولم المصاب بمرض ثنائي القطب بين الحب والهوية الجنسية والأصالة والأمراض العقلية والدين والصداقة.
استخدمت قناة إن أر كا تي في وقناة إن أر كا بي 3 الإذاعية عدة عناوين مختلفة ل7 حلقات من الموسم الثالث.
كان الموسم بمثابة إهداء لفيلم روميو + جولييت للمخرج الأسترالي باز لورمان.
| # | #                | عنوان الحلقة                                                         | عنوان الحلقة                                                                       | عنوان الحلقة                                             | تفاصيل الحلقة | تفاصيل الحلقة  |
| مجموع الحلقات | عدد حلقات الموسم | بالنرويجية                                                           | بالإنجليزية                                                                        | بالعربية                                                 | مدة الحلقة    | تاريخ العرض    |
| 24 | 01               | Lykke til, Isak                                                      | Good luck, Isak                                                                    | حظا سعيدا إيزاك                                          | 27 دقيقة      | 7 أكتوبر 2016  |
| --- | ---------------- | -------------------------------------------------------------------- | ---------------------------------------------------------------------------------- | -------------------------------------------------------- | ------------- | -------------- |
| خلال حفلة صاخبة في بيت إيفا يغوي إيزاك إيما طالبة شابة في المستوى الثاني في ثانويته، وأثناء وصول الشرطة لإنهاء الحفل يخفي إيزاك المخدرات التي أوكلت إليه من طرف أصدقائه في مزهرية في بيت إيفا لكن سناء تحتفظ بها خوفا من وقوع إيفا في المشاكل في المقابل طلبت منه الانضمام إلى مجموعة عرض نهاية العام التي تنظمها صديقاتها لكي تعيدها إليه، يوافق إيزاك على مضض. وخلال جلسة في المجموعة يلتقي طالب السنة الأخيرة إفين الذي يثير اهتمامه. |                  |                                                                      |                                                                                    |                                                          |               |                |
| 25 | 02               | ?Du er over 18, sant                                                 | ?You're over 18, right                                                             | أنت فوق الـ 18، صحيح؟                                    | 26 دقيقة      | 14 أكتوبر 2015 |
| يلتقي إيزاك بإفين خلال عرض مجموعة نهاية العام وعليه يسعى إيزاك لمعرفة المزيد عنه بالبحث في الإنترنت حيث يكتشف حلمه في أن يصبح مخرجًا. تحاول إيما الخروج مع إيزاك فتدعوه إلى حفلة مع أصدقائه الذين يطالبونه بشراء الكحول. في نهاية اليوم يستقل إيزاك الحافلة للذهاب إلى المنزل فيلتقي وجها لوجه مع إفين ويستأذنه في شراء الكحول له لأنه لازال قاصرا. يدعو إفين إيزاك إلى منزله حتى يتمكن من الحصول على بطاقة هويته. يتسامر الشابان في الشقة ويفضّل إيزاك الكذب على إيما وأصدقائه للبقاء مع إفين. لكن في نهاية السهرة يكتشف إيزاك أن إفين لديه حبيبة تدعى سونيا. |                  |                                                                      |                                                                                    |                                                          |               |                |
| 26 | 03               | Nå bånder dere i overkant mye" / "Hun er på"                         | You're bonding too much/She is on"                                                 | أنت ترتبط كثيرًا                                          | 22 دقيقة      | 21 أكتوبر 2015 |
| يشك إيزاك حول ميولاته الجنسية بعد أن يشعر بإعجاب ناحية إفين. تسأل فيلدا المسؤولة عن مجموعة العرض إيزاك إقامة حفلة لديه لكنه يرفض متحججا بشركائه في السكن لكنها تؤكد موافقتهم وتصر على ضرورة التزامه. خلال السهرة وعلى الرغم من وجود إيزاك مع إيما وإفين مع سونيا فإن نظراتهما لبعضهما أثناء احتضان صديقاتهما تزعج إيزاك. في نهاية المساء يبقى إفين لمساعدة إيزاك في تنظيف مخلفات الحفل. يتبادلان أطراف الحديث ويوشكان على تقبيل بعضهما فجأة يغلق الباب الأمامي للمنزل حيث تعود نورا المستأجرة السابقة لغرفة إيزاك من لندن. |                  |                                                                      |                                                                                    |                                                          |               |                |
| 27 | 04               | ?Keen på å bade" / "Da vorser vi sammen                              | ?Feel like swimming/Then we pre-party together?                                    | أريد السباحة/هل نعد الحفل معا؟                           | 20 دقيقة      | 28 أكتوبر 2015 |
| تشرح نورا لإيزاك وإسكيلد ولين أنها انفصلت عن وليام. يعلم إيزاك في الثانوية أنه سيتم تنظيم حفلة عيد الهالوين مساء وأن إفين سيكون هناك، وفي نفس الوقت ستقام ذكرى عيد ميلاد صديقه ماغنوس ورغم ذلك يختار إيزاك الذهاب إلى حفلة عيد الهالوين. وقبل الذهاب إلى الحفلة يتشاجر إفين وسونيا أمام إيما وإيزاك. تذهب سونيا للحمام وتلحق بها إيما وأثناء ذلك يدعو إفين إيزاك لمرافقته للخارج حيث يستقلان الدراجة ويذهبان إلى منزل يعرفه إفين حيث يوجد مسبح، وخلال تحد بينهما لمعرفة أطول قاطع نفس يقبلان بعضهما تحت الماء قبل أن يفرا هربا من المنزل بعد أن رصدتهما ابنة صاحب المنزل. |                  |                                                                      |                                                                                    |                                                          |               |                |
| 28 | 05               | "Samme tid et helt annet sted" / "Kan jeg bli her med deg for altid? | At the same time in a completely different place/Can I stay here with you forever? | في نفس الوقت لكن في مكان اخر/هل يمكنني البقاء معك للأبد؟ | 30 دقيقة      | 4 نوفمبر 2016  |
| يقضي إفين وإيزاك بعض الوقت معا في غرفة الأخير، حيث يدخنان ويقبلان بعضهما ويتبادلان وجهات نظرهما حول العالم. في وقت لاحق وخلال حصة الرياضة لدى إيزاك يأتي إفين ويخبره أنه تحدث عنه مع حبيبته سونيا وأنه يريد الخروج معه كحببين يسعد إيزاك بالخبر ويوافق. يجد إيزاك صعوبة كبيرة في تقبل حقيقة ميولاته الجنسية ويغضب رفيقه في السكن إيسكيلد الشاذ الجنسي قائلا أنه لا يجد نفسه مع الشواذ في الجانب "المؤنث" للمثلية الجنسية وفي نفس اللحظة يرسل إفين رسالة قصيرة لإيزاك يخبره أنه ربما يكون قد تسرعا في علاقتهما فينصدم الأخير. يدعو إيزاك نفسه وأصدقاءه إلى حفلة في بيت إيما على مضض، هناك يرى إيزاك تبادل القبلات بين سونيا وإفين ثم تأتي إيما وتعاتبه على نفيه لمثليته وتقربه منها. يغادر إيزاك الحفل غاضبا من إفين. |                  |                                                                      |                                                                                    |                                                          |               |                |
| 29 | 06               | ?"Escobar season" / "Kan du ikke bare si det                         | ?Escobar season/Can't you just say it                                              | اسكوبار/لا يمكنك فقط قول ذلك؟                            | 19 دقيقة      | 18 نوفمبر 2016 |
| يقلق أصدقاء إيزاك عليه بسبب سلوكه وكذبه المتواصل عليهم، ويقترح جوناس على إيزاك الاستماع إليه إذا كان بحاجة للتحدث مع أحد. يذهب إيزاك، الذي ما زال مضطربًا في مشاعره إلى مستوصف الثانوية للشكوى من اضطرابات النوم والحصول على مسكنات لكن الممرضة تشجعه على التحدث مع شخص ما حول ما يشغل باله لتصفية ذهنه بدلاً من إدمان المسكنات. بعد تردد يقرر إيزاك التحدث إلى جوناس عن مشاعره وعلاقته المضطربة مع إفين. |                  |                                                                      |                                                                                    |                                                          |               |                |
| 30 | 07               | ?Er du homo                                                          | ?Are you gay                                                                       | هل أنث مثلي الجنس                                        | 23 دقيقة      | 25 نوفمبر 2016 |
| يتصالح إيزاك مع إسكيلد ويطلب منه النصيحة بعد أن اكتشف أن إفين لازال على علاقته مع سونيا. لكن إسكيلد يشكِك في نوايا إفين بناء على تجربته السابقة ويخبره أن القليل من الشواذ يكونون مستعدين للانفصال عن حبيباتهن وقبول مثليتهم. بالموازاة مع ذلك، بدأت شائعات التوجه الجنسي لإيزاك في الإنتشار في الثانوية، فيقرر الأخير قبول مثليته وإخبار أصدقائه المقربين مهدي وماغنوس وجوناس الذي يعلم بذلك مسبقا. في أمسية سمر وشرب بين إيزاك وأصدقائه الثلاثة داخل منزله، يشجعه جوناس على أن يكون أكثر حزماً مع إفين ويرسل له رسالة بأن لا يحدثه إلا بعد أن ينهي علاقته بسونيا. بعد مدة يقرع إفين جرس منزل إيزاك فيطرد الأخير أصدقاءه على الفور ويرحب بحماس بإفين. |                  |                                                                      |                                                                                    |                                                          |               |                |
| 31 | 08               | "Mannen i mitt liv" / "Drit i å ringe Isak"                          | "The man of my dreams/Stop fucking calling Isak"                                   | رجل احلامي/توقفي عن الاتصال بإسحاق                       | 30 دقيقة      | 2 ديسمبر 2016  |
| بعد قضاء الليلة مع إفين، يعترف كل منهما بمشاعره للأخر فيخبره الأخير أنه انفصل عن سونيا. في وقت لاحق، تعترف سناء لإيزاك بأنها كانت مخطئة عندما قالت أن المثلية الجنسية طريق مسدود في نظرية التطور. يأتي إفين لمقابلة إيزاك حيث يعرفه على أصدقائه ويخبرهم أنه حبيبه أثناء ذلك تتصل سونيا بإيزاك الذي يخبر إفين فيأخذ الأخير الهاتف ويخبرها بأن لا تتصل بإيزاك بعد الآن. يراسل إيزاك والده وأمه المنفصلان ليبلغهم أنه ازدواجي الميول الجنسية وأن له حبيبا؛ يجيبه والده فقط الذي يخبره أنه لا يرى أية مشكلة. يذهب الشابان بعد نهاية الفصل إلى غرفة في فندق، في منتصف الليل يعاني إفين من نوبة مرضه فيغادر الغرفة عاريا تماما وسط ذهول إيزاك الذي يذهب بحثا عنه حاملا ملابسه دون أن يعثر عليه فيتصل بسونيا. تخبر الأخيرة إيزاك بأن إفين يعاني من مرض ثنائي القطب وأن مشاعره اتجاهه ليست حقيقية بل مجرد نزوة عابرة طالبة منه عدم الاقتراب منه. يشعر إيزاك بالصدمة. |                  |                                                                      |                                                                                    |                                                          |               |                |
| 32 | 09               | Det går over"/"Velkommen til mobilsvar"                              | It will pass/Welcome to voicemail"                                                 | مرحبا بكم في البريد الصوتي                               | 18 دقيقة      | 9 ديسمبر 2016  |
| بقلب منكسر يحاول إيزاك البحث عن الاضطراب الثنائي القطب الذي يعاني منه إفين. فجأة يتلقى رسالة من إفين تحمل كلمات أغنية نبيذ الكرز للمغني ناز لكن إيزاك يطالبه بتركه وشأنه في نفس اللحظة يتلقى رسالة من والدته تخبره أنها تحبه وستظل دائمًا تحبه مهما حدث فينهمر إيزاك بالبكاء. في الكافتيريا يخبر إيزاك أصدقاءه بما حدث فيخبره صديقه ماغنوس أن والدنه أيضا مصابة باضطراب ثنائي القطب وأن هذه الاضطرابات لا تدوم إلا فترات قصيرة، وبالتالي فإن حب إفين لإيزاك كان حقيقياً وليس وهمًا يولده مرضه كما ادعت حبيبته السابقة. وبينما يستعد إيزاك لحضور حفل ترتيل في الكنيسة مع والديه، يتلقى رسالة من إفين يخبره أنه في مكان لقائهما الأول وأنه لم يخبره بمرضه حتى لا يخسره وأنه يحبه ويعتذر عن الأذى والخوف الذي سببه له. تعصف موسيقى القداس بكل الذكريات التي عاشها إيزاك مع إفين، فيندفع إيزاك مسرعا لمقابلة إفين الذي يجده في مكان لقائهما الأول ويخبره بأنه ليس وحيداً. |                  |                                                                      |                                                                                    |                                                          |               |                |
| 33 | 10               | Minutt for minutt" / "Jeg så deg første skoledag"                    | Minute by minute/I saw you the first day of school"                                | دقيقة بالدقيقة / رأيتك في اليوم الأول من المدرسة         | 33 دقيقة      | 16 ديسمبر 2016 |
| يقضي إفين ليلته في منزل إيزاك. في الصباح يتلقى إيزاك مكالمة من سونيا تعتذر له على تحاملها عليه وكل ما بدر منها وتمنحه بعض النصائح للاهتمام بإفين وكيفية إدارة نوبات مرضه. يخشى إفين أن تؤذي علاقتهما إيزاك لكن الأخير يطمئنه بأن الشيء الوحيد الذي يحتاج إلى القلق بشأنه هو اللحظة التالية لأنهم لا يعرفون ما يخبأه لهم المستقبل البعيد. في الثانوية، تسأل فيلدا إيزاك إذا كان باستطاعته استضافة حفلة عيد الميلاد في منزله، فيقبل إيزاك مما يثير استياء أصدقائه الذين يرون فرصة الذهاب إلى حفلة نادي الرقص الخاصة بالراقصات الجميلات تتبخر بعيدا. يشكر إفين إيزاك لطلبه من شركائه بالسكن الاهتمام به أثناء فترة غيابه. خلال الحفل، يدفع إيزاك ومهدي وجوناس صديقهم ماغنوس للخروج مع فيلدا وهو ما يتكلل بنجاح. بالموازاة مع ذلك، يخبر إفين إيزاك أن والدته تريد مقابلته وهو ما يقبله. أخيرا، يعتذر إيزاك من إيفا عن سلوكه معها في السنة السابقة عندما كانت مع جوناس وهو ما تقبله إيفا ويتناقش كلاهما حول إفين فيصرح لها إيزاك بسعادته معه، بغض النظر عن المنحى الذي ستأخذه علاقتهما، لأنه الآن يمكنه فقط أن يكون على حقيقته بدلاً من شخص "مزيف" وأنه تعلم أن الشيء الأكثر أهمية هو أن يعيش كل لحظة من حياته كأنها الأخيرة. |                  |                                                                      |                                                                                    |                                                          |               |                |

### الموسم الرابع
تم إعداد الحلقة الأولى من الموسم الرابع يوم الإثنين 10 أبريل 2017، مع الحلقات المشتركة خلال أسبوع البث لتعرض كحلقة كاملة يوم الجمعة 14 أبريل 2017 ويتكون الموسم من 10 حلقات يتعامل الموسم مع الشخصية الرئيسية المسلمة (سناء باكوش) التي تؤديها الممثلة إيمان مسكيني بين الدين الإسلامي، والرغبة الممنوعة، التنمر على الإنترنت والصداقة وفترة نهاية الفصل الدراسي في النرويج ما يعرف بالروسفيرينغ.
تتحول الحلقة الختامية للمسلسل إلى مقاطع فيديو تركز أكثر على القصص القصيرة للشخصيات التي لم تعطى موسمها الخاص. حيث تتناول هذه الحلقة الاكتئاب الأبوي ورفض الحب والغيرة والصداقة ودعم العلاقات المتبادلة والخوف من الهجر.
| # | #                | عنوان الحلقة                  | عنوان الحلقة                      | عنوان الحلقة              | تفاصيل الحلقة | تفاصيل الحلقة |
| مجموع الحلقات | عدد حلقات الموسم | بالنرويجية                    | بالإنجليزية                       | بالعربية                  | مدة الحلقة    | تاريخ العرض   |
| 34 | 01               | Du hater å henge med oss      | You hate hanging out with us      | هل تكرهين التسامر معنا    | 25 دقيقة      | 14 أبريل 2017 |
| --- | ---------------- | ----------------------------- | --------------------------------- | ------------------------- | ------------- | ------------- |
| ينتقل إيزاك للعيش مع إفين فتسترجع نورا غرفتها. تحكي فيلدا لصديقاتها عن علاقتها الحميمة مع ماغنوس. تخبر إيفا الفتيات عن إشاعة وجود علاقة لوليام مع فتاة في لندن فتخبرها سناء بضرورة إخبار نورا لكنها ترفض. تعود سناء للمنزل حيث تتعرف على أصدقاء شقيقها إلياس. تحاول الفتيات إخراج نورا من عزلتها وإيجاد حبيب لها. ينسى إلياس مفاتيح المنزل فتذهب سناء مع صديقاتها لإعطائها له في صالة الرياضة. تعجب الفتيات بإلياس وأصدقاءه ويقررن التسامر معهم رغم اعتراض سناء. يبدأ صديق إلياس يوسف الاهتمام بسناء. |                  |                               |                                   |                           |               |               |
| 35 | 02               | Jeg er gutt, jeg får ikke hat | I'm a boy, I don't get hate       | أنا فتى لا أستحق الكراهية | 18 دقيقة      | 21 أبريل 2017 |
| تحاول سناء التركيز في صلاتها لكنها تصطدم بموسيقى رقص يوسف. تحاول نورا إخبار سناء سبب انفصالها عن وليام لكن فيلدا تقاطعهم. يبعث يوسف طلب صداقة لسناء على حسابها فتبدأ الأخيرة الاهتمام به والبحث عنه في مواقع التواصل فيلاحظها إيزاك ويظنه ميكائيل حب إفين السابق. تقترح ماري على نورا شراء حافلة مجموعتها بعد تخرجها فتقبل سناء. في نفس الان تبدي فرقة إنغريد (pepsi max squad) اهتماما بشراء الحافلة ما يثير سخط سناء. |                  |                               |                                   |                           |               |               |
| 36 | 03               | ?Hva mener du om drikking     | ?What do you think about drinking | ما رأيك في الشرب؟         | 28 دقيقة      | 28 أبريل 2017 |
| تحاول والدة سناء حثها على حضور صلاة الجمعة في المسجد وإخبارها بجديدها كالسابق. في نفس الان يحاول يوسف التقرب من سناء. تحاول مجموعة إنغريد الاندماج مع مجموعة سناء للحصول على الحافلة تقبل سناء شرط أن تدفع مجموعة إنغريد ثمن الحافلة وتكون القائدة توافق إنغريد وسارة على مضض. تخبر سناء والدتها عن رغبتها في إقامة حفل مع صديقاتها فتوافق فتخبرها سناء عن إعجابها بشاب تظنه مسلما. يسأل إفين سناء على الحوار الذي دار بينها وبين إيزاك عن ميكائيل وعن شقيقها وأصدقائه. تنظم سناء حفلا في منزلها لكن والديها يحضران فجأة. ينقذ يوسف سناء من ورطة قنينة خمر بقيت في المنزل. |                  |                               |                                   |                           |               |               |
| 37 | 04               | Allah hadde digget deg        | Allah would dig you               | أنا لا أؤمن بالله         | 30 دقيقة      | 5 مايو 2017   |
| تكشف نورا لسناء سبب انفصالها عن وليام وتسألها عن يوسف. تسأل والدة سناء إن كان شقيقها إلياس يشرب الخمر فتنفي ذلك. تحاول سناء مساعدة نورا على نسيان وليام بالخروج والتعرف على أشخاص جدد. تحاول سارة التواصل مع سناء وماري من أجل دفع مال الحافلة. تتعرف نورا وسناء لشبان جدد لكن يوسف يتصل بسناء ويخبرها أن شقيقها ثمل فتأخذه سناء لشقة نورا. يوصل يوسف سناء لمنزلها وخلال حديثهم تكتشف أنه ملحد كما يخبرها بمحاولة إفين الفاشلة لتقبيل صديقه المسلم ميكائيل. |                  |                               |                                   |                           |               |               |
| 38 | 05               | Hvis du er trist er jeg trist | If you're sad then I'm sad        | إذا كنت حزينة فأنا حزين   | 27 دقيقة      | 12 مايو 2017  |
| يصل إلياس للمنزل فتوبخه والدته وتحذره من اقتراب يوسف من شقيقته. تكتشف سناء وجود حفلة لمجموعتها تنظمها سارة ولم تدعى إليها ونورا كما لم تتم إضافتهما لصفحة المجموعة. تبدأ سناء الشك في نوايا سارة بعد تجاهل منحها نسخة من عقد الحافلة. تعتذر سارة لسناء عن سهوها. تكتشف سناء عبث والدتها في أغراضها ويتشاجران. يحاول إلياس تهدئة أخته ويحدثها عن يوسف. خلال الحفل تكتشف نورا إخفاء سناء علاقة وليام بفتاة في لندن. يتشاجر إلياس مع إيزاك ويضربه فتغضب منه سناء ظنا منها أنه فعل ذلك لأنه ضد مثلية إيزاك. في الحمام تسمع سناء خطة سارة لإبعادها عن المجموعة ووابلا من الإهانات فتخرج منألمة لترى نورا ويوسف يتبادلان القبل في الحفل.                                                                                                  |                  |                               |                                   |                           |               |               |
| 39 | 06               | Har du en dårlig dag          | Are you having a bad day          | هل كان يومك سيئا اليوم؟   | 30 دقيقة      | 26 مايو 2017  |
| تحاول سناء التركيز في صلاتها دون جدوى. تنسحب سناء من مجموعة الحافلة وتصبح أكثر برودا وقسوة نحو صديقاتها ويوسف. تسأل سناء والدتها عن صديقتها السابقة جميلة. تغادر نورا مجموعة الحافلة. يخبر إيزاك سناء عن مدى حقارة سارة وعن رسائل النميمة المتبادلة بينهما عندما كانا معا. تفكر سناء بالانتقام من سارة فتوافق على مساعدة إيزاك في الامتحان وفي غفلة منه تلتقط خلسة من حاسوبه صورا لمحادثاته معها. |                  |                               |                                   |                           |               |               |
| 40 | 07               | Vi må stå sammen              | We must stand together            | يجب أن نقف معا            | 36 دقيقة      | 2 يونيو 2017  |
| تحاول سناء تفريغ غيضها في كرة السلة فيقاطعها يوسف وشقيقها إلياس بعد ذلك لكنها ترفض الحديث معه. تسمع سناء خلال محادثة مع إلياس وأصدقاءه عن وجود علاقة حميمة ربطت يوسف ونورا فتنهمر بالبكاء. تنشئ سناء حسابا مجهولا لسارة ترسل فيه كل محادثاتها عن الفتيات إليهم. تحاول نورا اطلاع سناء على شيء لكنها تدعى معرفته وعدم اهتمامها. تحوم اشاعة الضغائن بين فتيات مجموعة الحافلة اللواتي يفكرن في الانسحاب. تحذف سناء حساب سارة الذي أنشأته وتلتقي بجميلة في منزلها. تشك الفتيات في أن فيلدا من فعلت ذلك فينشئن حسابا للتحرش بها. تخشى فيلدا تخلي ماغنوس عنها. تحاول سناء الاعتراف لكنهم يلقون اللوم على إيزاك الذي تصطدم به في المدرسة. يتحدث إيزاك وسناء مطولا ويخبرها أن شقيقها لكمه لأنه شعر بالغيرة من ميكائيل حب إفين الأول وضايقه. |                  |                               |                                   |                           |               |               |
| 41 | 08               | De største loserne på skolen  | The biggest losers at school      | أكبر الخاسرين في المدرسة  | 35 دقيقة      | 9 يونيو 2017  |
| تسامح سناء شقيقها وتتحدث معه حول إرجاع علاقته بإفين. تعترف سناء لكريس أنها من أنشأ الحساب. تكتشف سناء رغبة الفتيات في تدخل المدرسة لطرد الفاعل. ترسل سناء بالخطأ رسالة اعتراف إلى المجموعة فيغضبن منها. تقبل مجموعة إنغريد حذف الحساب وعدم إشراك الإدارة إن وافقت صديقاتها على التنازل أيضا لكن صديقاتها يتجاهلن اتصالاتها. بعد ساعات تحضر صديقات سناء على متن حافلتهن الصغيرة التي اشترينها لإسعاد سناء والخروج من مجموعة إنغريد. يقام احتفال عيد ميلاد إيفا ويعود إفين مع أصدقائه. تعترف سناء لنورا بحبها ليوسف لتسلمها الأخيرة محادثاتهما عنها فتتصالح معه. تحاول سناء إخبار نورا بشيء فجأة يحضر وليام الحفل. |                  |                               |                                   |                           |               |               |
| 42 | 09               | Livet smiler                  | Life smiles                       | ابتسامات الحياة           | 48 دقيقة      | 16 يونيو 2017 |
| تختفي نورا مع وليام ثلاثة أيام فتقلق صديقاتها عليها. تخبر سناء اسكيلد أنها من قام بإرسال رسالة لوليام من بريد نورا للمجيء إليها بهدف ابعادها عن يوسف. تحاول سناء التقرب من يوسف. تعود نورا مع وليام وتشكر سناء على رسالتها وتجبرها على مواعدة يوسف. تكشف سناء صور صديقاتها لوالدتها وفي نفس اللحظة يقبل يوسف عرض سناء لمواعدته فتراه والدتها ويتناقشان. تحاول سناء الابتعاد عن يوسف لكن صديقاتها يشجعنها على المضي قدما. تخرج سناء أخيرا في موعد مع يوسف قبل سفره إلى تركيا لقضاء العطلة. |                  |                               |                                   |                           |               |               |
| 43 | 10               | Takk for alt                  | Thanks for everything             | شكرا على كل شيء           | 59 دقيقة      | 24 يونيو 2017 |
| تحاول فيلدا العيش والحفاظ على سر اكتئاب والدتها وتأزمها المالي. تدعو سناء صديقاتها لعيد الفطر. يحاول المخترف كريس الخروج في موعد مع إيفا لكنها ترفض ذلك لسمعته كزير نساء. يبدأ جوناس بمواعدة صديقة إيزاك السابقة إيما. تسأل فيلدا حبيبها وأصدقائه عن هدية لشكر سناء على دعوتهم دون جدوى. يرسل المخترف كريس رسالة لجوناس حول نصيحة للتقرب من إيفا. تخبر إيما الفتيات أن جوناس دعاها لحفل سناء. تحاول كريس أخد النصح من طبيبة المدرسة حول وضع فيلدا. يخطط إفين لعيد ميلاد إيزاك. تحاول نورا كتابة كلمة شكر لسناء فيساعدها وليام باقتراح نظرية الفوضى. يطمئن اسكيلد لين أنهما سيبقيان معا حتى وإن غادرت نورا مع وليام إلى لندن. يبدأ الحفل في منزل سناء.                                                                               |                  |                               |                                   |                           |               |               |

## الإنتاج

### خلفية جولي أندم

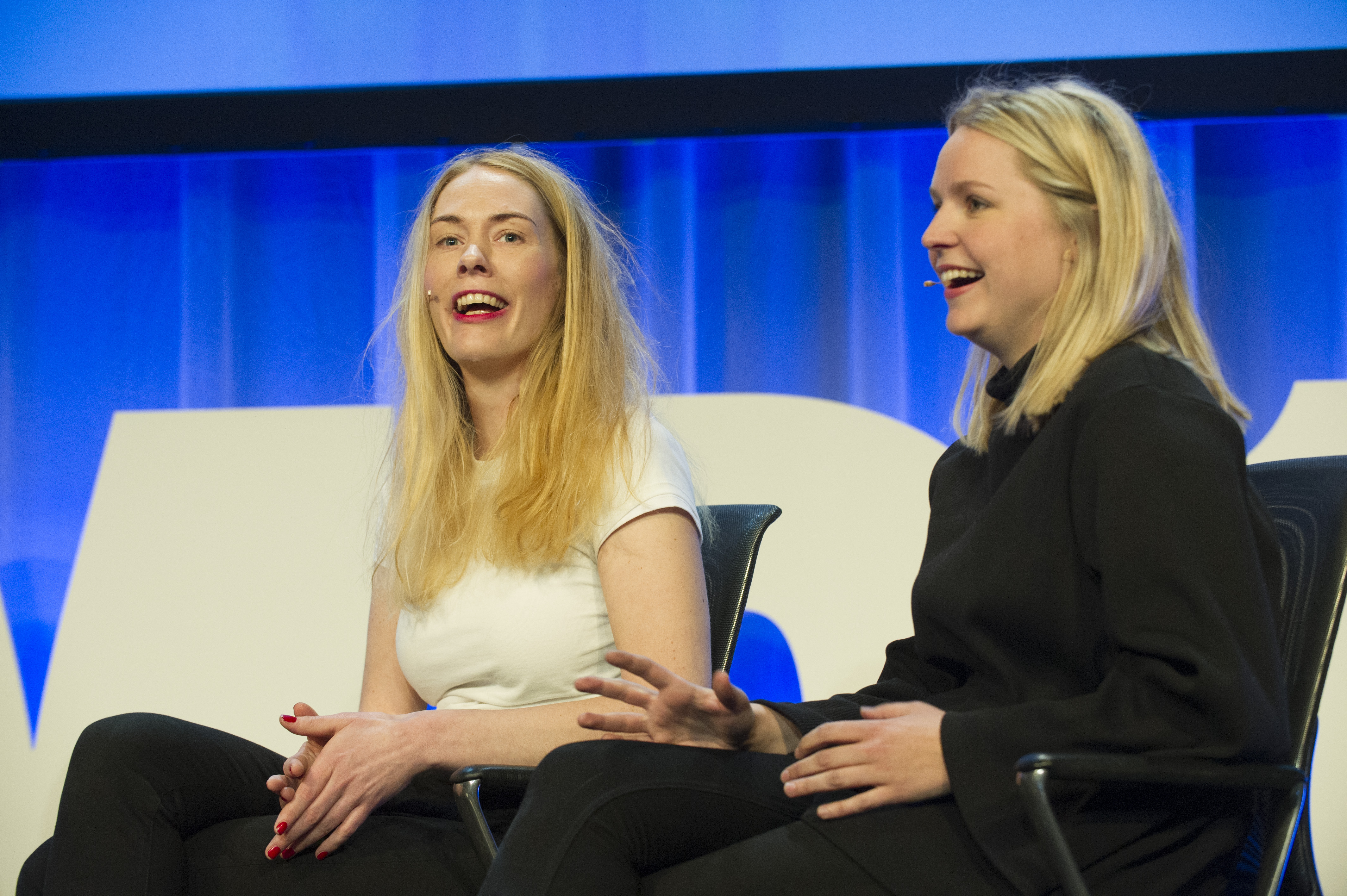
جولي أنديم رفقة مارى ماغنوس بالأسود مديرة مارتي سبوركلاند

بدأت المخرجة جولي أندم العمل في هيئة الإذاعة النرويجية منذ عام 2007 كمحررة مساعدة في قناة الأطفال سوبر إن أر كا. هناك حيث ألفت وعملت على سلسلة بعنوان سارة موجهة للفتيات في سن 12 عامًا تدور أحداثها حول مدونة فيديو خيالية. بعدها عملت على سلسلة فتيات التي ألفتها مع Ingvill Marie Nyborg واستمرت لثمانية مواسم. في وقت لاحق، طلب من أندم تطوير سلسلة لجمهور المراهقين والشباب. باعتبار أن قناة سوبر إن أر كا، تستهدف الشريحة العمرية البالغة 13 عامًا. في حين أن قناة إن أر كا بي 3 تستهدف الشريحة العمرية البالغة من 18 سنة فما فوق. لذلك، تم تطوير المسلسل في البداية للأشخاص الذين تتراوح أعمارهم بين 15-16 وقد استغلت أندم جل تجاربها السابقة في المسلسل الشبابي العار بتوظيفها للتحديثات اليومية من سلسلة سارة والحس الشبابي من سلسلة فتيات في المسلسل.

### الفكرة
استعدادا لإنتاج السلسلة، سافرت مخرجة ومؤلفة المسلسل جولي أندم مع فريق الإنتاج في جميع أنحاء النرويج للقيام بأبحاث معمقة حول ما يحبه المراهقون أو يكرهونه، مشاكلهم ومواقفهم في عدد من القضايا مثل المدرسة، الكحول، الجنس، وسائل التواصل الاجتماعي وغير ذلك. كما قاموا بمقابلات مع صفوف مدرسية كاملة، وكذلك مقابلات معمّقة طويلة الأمد مع الشباب لفهم ثقافتهم واحتياجاتهم والقضايا التي ينبغي تناولها في السلسلة لاستهدافهم بشكل أفضل.
في أبريل 2016 وخلال مقابلة لها مع صحيفة Rushprint ناقشت جولي أندم إنتاج المسلسل. حيث صرحت أن تطوير المسلسل كان موجها في الأصل للمراهقات ممن يبلغن 16 عامًا، وأنها استخدمت طريقة ان أي بي سي (The NABC Method) لتطوير وعرض الأفكار والتي ارتكزت على أربعة محاور («الاحتياجات / النهج / المنافع / المنافسة»)، وعليه بدلاً من جمع المعلومات من مصادر شاسعة، كانت لديها ساعات عمل واسعة ومقابلات طويلة كشفت احتياجات هذه الشريحة العمرية المستهدفة لتغطية القصة. وعلى النقيض من العروض الأمريكية، التي كانت المنافس الرئيسي عادة لجذب انتباه المراهقين صرحت أندم أنها كانت تملك ميزة واحدة تجلت في معرفتها للجمهور الذي تتعامل معه بناء على خبراتها السابقة وكذا الثقافة التي نشأوا فيها. ومن بين السلبيات الرئيسية التي اكتشفتها أندم خلال بحثها في هذه الشريحة العمرية كان الضغط حيث صرحت قائلة «"الضغط على الأداء مرتفع جدًا لهذا الجمهور المستهدف. فهم يسعون إلى الأداء بطرق عديدة. هذا جيد، ولا يجب بالضرورة أن يكون خطراً أو غير صحي. لكن ما هو غير صحي هو أن الكثيرين يشعرون بأنه لا يمكنهم أن يرقوا إلى المستوى المطلوب، وبالتالي يشعرون بأنهم فشلوا، فهم يقارنون أنفسهم ببعضهم البعض، وليس أنفسهم ثم جأتني فكرة: كيف يمكن جعلهم يخرجون من هذا الضغط من خلال سلسلة مثل سكام"».
في المراحل الأولية من التحضير للعمل، أرادت أندم أن يكون المسلسل مزيجًا من الواقعية الاجتماعية والمسلسلات التلفزيونية الروائية وكوميديا الموقف للانتقال بين الأنواع الفنية خلال المشاهد رغم صعوبة ذلك دائمًا حيث اعترفت قائلة «"كان من المفترض أن يكون مشهد الحلقة 5 من الموسم الأول الخاص بالانتقال من الدرج إلى مكتب الممرضة "قفزة دراماتيكية" لذلك أخبرت المصور بأننا ربما يجب أن نحاول الإقتراب قليلاً، لكننا لم نحصل على الفكاهة تبا، لذلك: قررت أن نجعلها لقطة هزلية وندمجها فيما بعد"».

### التطوير

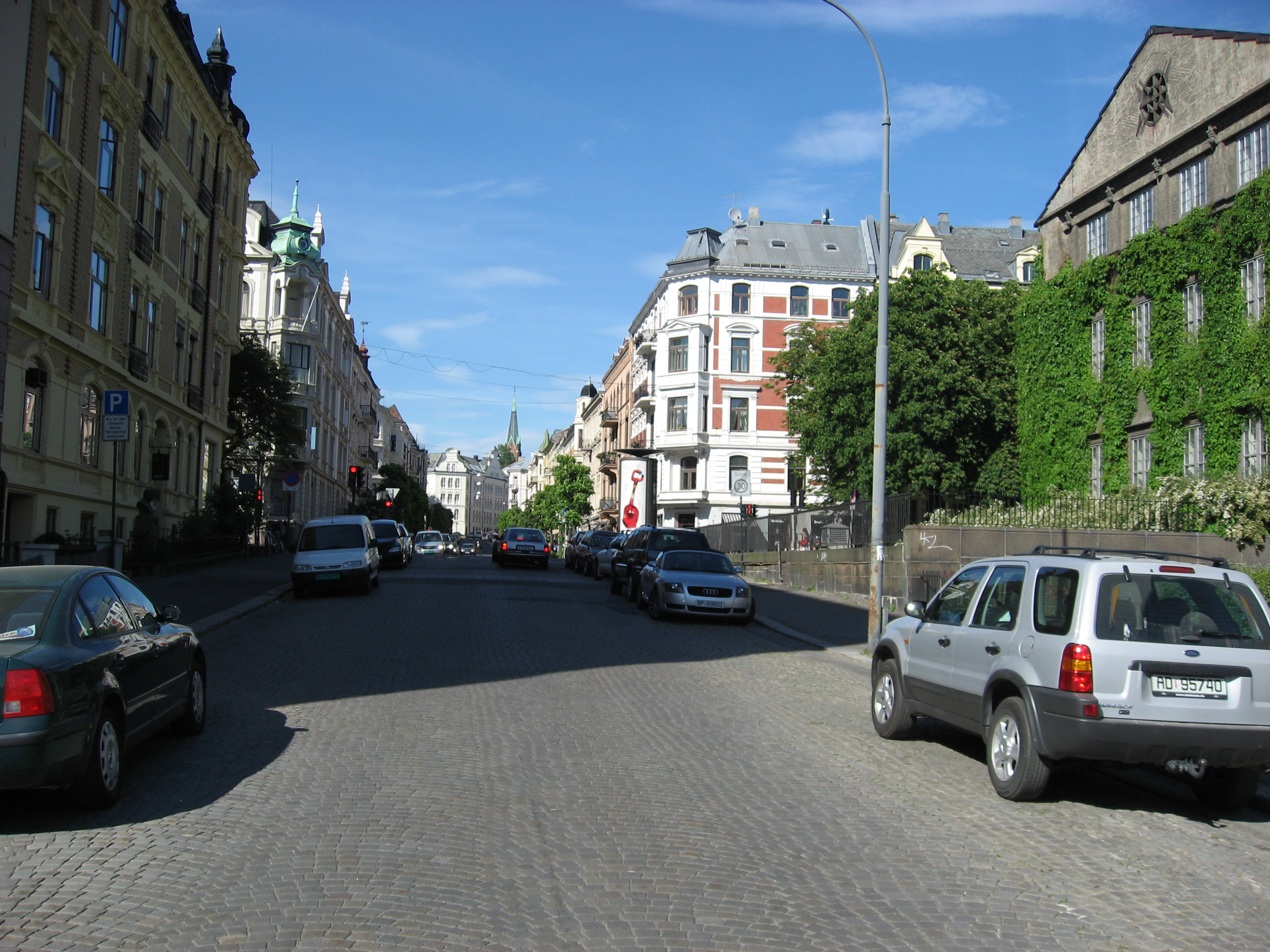
أبرز الأحداث صورت في حي فروجنير

بعد البحث، وقبل كتابة السيناريو ومخطوطات المسلسل، ألفت أندم تسع شخصيات رئيسية دون أي خلفيات أو ماض لها حيث كان من المفترض أن يكون الجميع قادرين على قيادة الموسم، مع تغيير البطولة في كل موسم وقد تطلب ذلك حوالي أسبوعين من العمل على كل شخصية كما أعدت خلالها الجدول الزمني العام. مع بدء إنتاج المسلسل، كانت أندم قد كتبت نصوص المسلسل دون ترك أي مجال للإرتجال حيث صرحت «"يعتقد الكثير من الناس أن العرض مرتجل. لكنه لم يكن كذلك. فقد كتب الكثير للممثلين. وسواء قبل أو بعد أي مشهد، أنتظر بعض الوقت قبل أن أقول شكراً وأدعهم يمثلون قليلاً فإذا لم ينجح مشهد ما نقوم بإصلاحه ونعيد صياغة نص السيناريو."»
كانت مهلة الإنتاج قصيرة مما تطلب كتابة نصوص السيناريو في ثلاثة أيام مقابل يوم ونصف من التصوير وأربعة إلى خمسة أيام للتعديل. «"كان يجب أن يكون مخطط العمل موجودا، وكان يجب علينا فقط إنهاءه"». كانت الخطة تقضي بث المسلسل في الوقت الفعلي، لذلك كتبت أندم السلسلة في نسق عرضي على شكل حلقات، على الرغم من أن المحتوى كان يوجب أيضًا العمل على الإصدارات والمقاطع اليومية، بما في ذلك المحافظة على نهاية مشوقة في نهاية كل مشهد. وقد كانت أندم تشارك وسائل التواصل الاجتماعي، حيث يمكن للمشاهد رؤية والبحث عن شخصيات المسلسل ومتابعة المحادثات والرسائل القصيرة التي تبث فعليا إبان المسلسل كما كانت تقرأ يوميا تعليقات المشاهدين وتبحث معهم كيفية إنهاء كل موسم مع الاحتفاظ بخططها الأصلية بطريقة ما. فيما كانت تتولى ماري ماغنوس الشركة المنتجة للمسلسل مسؤولية العثور على استراتيجية لكيفية سرد حلقة الأسبوع على وسائل التواصل الاجتماعي وإنشاء جميع محتويات الشخصيات وكأنها حقيقية، وذلك بعد أن تقدم لها أندم مخطط الأسبوع.

### اختيار الممثلين
حضر للمشاركة في اختبار اختِيار أبطال المسلسل أكثر من 1200 شخص خلال الدور الأول فقط، والذي جرى في الفترة من فبراير إلى مايو 2015. خلال الدور الأول من تجارب الأداء لاختِيار الممثلين، كان على المشاركين الإرتجال في مواضيع مثل كيفية قضاء الوقت كطلاب، الصداقات، تدخين الممنوعات وذلك حتى يتمكن فريق الإنتاج من التقاط الصور لهم. في الدور الثاني، تسلم الممثلون سيناريوهات جنسية جدا لتصوير مشاهد محرجة، حيث كانت مهمتهم حينها تقتضي لعب الدور الموكل بشكل مقنع حتى يصدقه فريق الإنتاج. في الجولة الثالثة، تم تقليص عدد المشاركين المقبولين إلى 50 مرشحا محتملا. وحصل الممثلون على شخصيات المسلسل المختلفة، حيث كان عليهم اختيار الشخصيات التي يريدون تجربتها. فإن اختاروا شخصًا آخر غير الذي أرادته المخرجة مسبقا، كان عليهم تقمص شخصيات أخرى لإقناعها.
في التسجيل، وجب على الممثلين تسجيل مقابلة على أساس أنهم الشخصية ذاتها، حيث تم إعداد الأسئلة والإجابات مسبقا. بعد المقابلة، يبقى الممثل في الفصل يرتجل بقية المقابلة لإظهار للمخرجة كيف تقمص الشخصية.

### الترويج والبث الأولي
مع بدء عرض المسلسل لأول مرة لم يكن هناك أي عرض ترويجي على الإطلاق سوى على مواقع التواصل الاجتماعي، بسبب رغبة المنتجين وهيئة الإذاعة النرويجية في أن يجد المراهقون المسلسل بأنفسهم، والترويج له عبر وسائل التواصل الاجتماعي، بعيدا عن أعين أوليائهم. وعليه لم تكن هناك أي مقابلات لإطلاق المسلسل، ولا انتقادات كما تمت حماية الممثلين من وسائل الإعلام، فيما صرح رئيس تحرير قناة الراديو الإذاعية إن أر كا بي 3 هاكون موسليت قائلا «"نريد أن يكون معظم التركيز على العرض. هؤلاء الممثلين صغار جدا، أعتقد أنه من الجيد أن يكونوا محميين قليلاً، بالمقارنة مع شعبية المسلسل "».
في ديسمبر 2016 ذكرت صحيفة داغبلادت النرويجية أن إنتاج الموسمين الثاني والثالث من المسلسل قد كلفا مبلغًا إجماليًا قدره 10 ملايين كرونة نروجية. فيما صرح رئيس تحرير إن أر كا بي 3 هاكون موسليت: «"لتكون دراما ذات جودة عالية، فإن مسلسل عار كان إنتاجا ناجحا للغاية من حيث التكلفة."» وفي ديسمبر 2016، تم تجديد المسلسل لموسم رابع.
في أوائل أبريل 2017، أُعلن أن أول مقطع من الموسم الرابع سيتم عرضه كبث أولي في 10 أبريل، وأنه سيكون الموسم الأخير من السلسلة. حيث صرح رئيس تحرير إن أر كا بي 3 هاكون موسليت أن صنع مسلسل العار كان «رياضة عنيفة»، فيما أصدرت مؤلفة ومخرجة وكاتبة العمل جولي أندم بيانا عبر حسابها في موقع إنستغرام صرحت فيه «"مسلسل سكام تطلب العمل 24/7. كان من دواعي سروري أن أعمل على ذلك، وأعتقد حقًا أن ذلك أعطى السلسلة طاقة فريدة من نوعها، وسيبقى مسلسل سكام يواصل بعث الدهشة والترفيه، لقد قررنا مؤخرًا أننا لن نخوض موسمًا جديدًا هذا الخريف. هناك منكم من سيكون مستاء ويشعر بخيبة أمل لسماع هذا، ولكن أنا واثقة من أن هذا هو القرار الصحيح".»
في يوم 23 يونيو 2017، وقبل يوم واحد من نهاية السلسلة، تم إجراء لقاء صحفي لطاقم الممثلين الرسمي قبل حفل توزيع المسلسل، حيث أجابوا على أسئلة المعجبين حول العالم واصفين تجاربهم وذكرياتهم خلال الإنتاج. وقد كانت هذه المرة الأولى التي يُسمح فيها لجميع الممثلين بخرق الصمت والتحدث للجمهور.

## الموسيقى التصويرية
اعتمد صناع المسلسل على تشكيلة واسعة من المقاطع الموسيقية الشهيرة التي تم اختيارها بعناية فائقة وفق مدد زمنية محددة تسمح بها سياسة موقع البث يوتيوب حتى لا يحدث خرق لحقوق المؤلفين حيث تمت كتابة العديد من المشاهد مستلهمة من أغنية معينة أو تكون الأغنية الملهم الأساسي لمشهد واحد. لكن النجاح الغير متوقع للمسلسل جعل مشاكل عقود ترخيص الموسيقى الدولية المدعومة فقط للجمهور النرويجي تؤدي إلى منع جغرافي في بعض الدول.
بعد ظهورها في حلقة الموسم الثالث، شهدت أغنية "(بالنرويجية: 5 fine frøkner‏)" للمغنية النرويجية غابرييلا زيادة استماع بلغت نسبة 3018 في المئة على موقع سبوتيفاي السويدي للأغاني، بأكثر من 13 مليون استماع لتحتل المركز الثامن في تصنيفات الموسيقى السويدية الأعلى.
في كانون الثاني 2017، وبالرغم من تصريح Kari Anne Lang-Ree محامية قناة هيئة الإذاعة النرويجية المسؤولة عن بث المسلسل بأن «القناة لها الحق في نشر محتوى السلسلة للجمهور النرويجي وكذا الدول الأجنبية» فقد تم تعطيله للمشاهدين الأجانب. حيث تفاعلت صناعة الموسيقى مع حقيقة أن العديد من المشاهدين حول العالم يستمعون إلى الموسيقى على الرغم من أن القناة لا تملك صفقات ترخيص دولية وهي المخاوف التي أخذتها القناة على محمل الجد مصرحة «"نحن في حوار مع صناعة الموسيقى لإيجاد حل" ونريد أن نشكر جماهيرنا ومتابعينا حول العالم الذين أحبوا المسلسل. نحن نقدر تفانيكم - إنه شيء لم نتوقعه أبداً. ولهذا السبب يؤلمنا إخباركم يا رفاق أنه وحتى نصل إلى توضيح ضروري مع أصحاب حقوق الموسيقى سيكون المسلسل متوفرا فقط في النرويج  وليس خارجها، ونحن نعمل جاهدين لمعرفة كيفية حل هذه المشكلة حتى يتمكن المشجعون من الاستمرار في التمتع بالمسلسل أينما كانوا".» وعندما عرض الموسم الرابع لأول مرة في أبريل، تمت إزالة الحظر على المنطقة الجغرافية لبلدان الشمال.
| الموسم | أغنية العرض الترويجي                                            | المدة  |
| ------ | --------------------------------------------------------------- | ------ |
| 1      | - بيانو وحديث إيفا                                              | —      |
| 2      | - oslo filharmoniske orkester and mariss jason - morgenstemning | - 2:30 |
| 3      | - NILS BECH - Waiting                                           | - 1:45 |
| 4      | - يوسف إسلام - Don't Let Me Be Misunderstood                    | - 1:05 |

## نسب المشاهدة والبث حول العالم

### البث الدولي
- في النرويج، بث المسلسل على موقع الإنترنت التابع لقناة الراديو الإذاعية إن أر كا بي 3،[7] وعلى شاشة ويب هيئة الإذاعة النرويجية.[31] كما كان يجري بث الحلقات الأسبوعية في أيام الجمعة على القناة التلفزيونية إن أر كا 3.[31] كما تم ترخيص المسلسل لإصداره كإنتاج مشترك لنوردفيزن من قبل قنوات البث العام في بلدان الشمال الأوروبي الأخرى، وتحديدًا:[32][33]
- في الدنمارك: تم عرض المسلسل بواسطة مجموعة دي آر على خدمة بث الإنترنت دي آر تي في كما تم بثه في ديسمبر 2016 على قناة دي آر 3.[32][34]
- في فنلندا: عرض المسلسل بواسطة هيئة الإذاعة الفنلندية أوليسراديو على خدمة بث الإنترنت Yle Areena منذ ديسمبر 2016.[35]
- في آيسلندا: عرض المسلسل بواسطة هيئة الإذاعة الوطنية الأيسلندية (RÚV) على كل من خدمة البث التلفزيوني عبر الإنترنت والقناة التلفزيونية.[32]
- في السويد: عرض المسلسل بواسطة التلفزيون السويدي (SVT) على خدمة بث الإنترنت إس في تي بلاي منذ ديسمبر 2016.[36]

### نسب المشاهدة
شاهد الموسم الأول في النرويج حوالي 192,000 مشاهد في المتوسط، حيث كانت الحلقة الأولى واحدة من أكثر العروض مشاهدة على الإنترنت على الإطلاق عبر موقع إن أر كا تي في. وفي الأسبوع الأول من يونيو 2016، كان المسلسل مسؤولا عن أكثر من نصف حركة المشاهدة على إن أر كا تي في. وعقب صدور الحلقة النهائية للموسم الثالث، صرحت هيئة الإذاعة النرويجية إن أر كا أن متوسط نسب مشاهدة الموسم الثاني كانت 531,000 مشاهد في حين حطم الموسم الثالث جميع سجلات المشاهدة بمتوسط مشاهدة بلغ 789,000 مشاهد. في حين تمت مشاهدة العرض الترويجي للموسم الرابع، والذي تم إصداره في 7 أبريل 2017 من قبل 900000 مشاهد في غضون أربعة أيام فقط. وخلال بداية الموسم الرابع، زار موقع المسلسل على الويب 1.2 مليون مستخدم في حين تمت مشاهدة الحلقة الأولى من قبل 317000 مشاهد. إبان ذلك صرح رئيس التحرير إن أر كا بي 3 هاكون موسليت لصحيفة فيردينس غانغ النرويجية «"لاحظنا ارتفاعا في حركة المرور واهتماما كبيرا بالموسم الرابع. ومنذ نهاية الموسم شهدنا نمطا حول اهتمام المشاهد. كنا في نسب مشاهدة عالية في الأسبوع الأول  من بداية الدراما وكذالك في نهاية الموسم."»" في مايو 2017، نشرت هيئة الإذاعة النرويجية تقريرا عن إحصاءات المشاهدة لعام 2016، حيث كتبت أن الموسم الثالث حطم كلا من سجلات البث الحي على إن أر كا تي في وعلى أي مسلسل في النرويج.
في أكتوبر 2016 أفاد تقرير لصحيفة افتنبوستن أن المسلسل النرويجي حقق شعبية كبيرة في السويد «بأكثر من 5000 مشاهد» بناء على عناوين آي بي سويدية شاهدت جل الحلقات وذلك دون احتساب المقاطع الفردية. كما ذكر تقرير لاحق في يناير 2017 لصحيفة فيردينس غانغ النرويجية أن المسلسل «كسر كل سجلات المشاهدة» في السويد بأكثر من 25 مليون مشاهد على خدمة بث إس في تي بلاي التلفزيونية عبر الإنترنت. بعد قبول ترخيص المسلسل للبث الإذاعي في الدنمارك، حطم المسلسل في يناير 2017 كل الأرقام القياسية، حيث سجلت الحلقة الأولى 560,000 مشاهد على خدمة بث دي آر تي في التلفزيونية عبر الإنترنت. أما في فنلندا، فقد شهدت الحلقة الأولى أكثر من 130,000 مشاهدة بحلول نهاية فبراير 2017 بعد شهرين ونصف من إطلاق المسلسل وهو نجاح وصفته باحثة قناة أوليسراديو لاستطلاع المشاهدات الفنلندية Anne Hyvärilä بأنها «استثنائية للغاية».

## الاستقبال

### النجاح الدولي
اجتذب المسلسل جمهورًا عالميًّا مع بداية الموسم الثالث، فطُلب من هيئة الإذاعة النرويجية بشدة إضافة ترجمات باللغة الإنجليزية إلى حلقات المسلسل عبر الإنترنت. لكن تم رفض الطلب بسبب ترخيص الموسيقى المقدم في جميع حلقات المسلسل والمدعمة للجمهور النرويجي فقط والتي قد تؤدي لانتهاك شروط الاتفاق المرخص لهيئة الإذاعة النرويجية حيث أوضح محامي القناة أن مقاطع الفيديو الموجودة على يوتيوب والتي تتضمن أكثر من ٪50 من محتوى المسلسل الأصلي ستتم إزالتها تلقائيًا. عندما تم رفض الترجمة الرسمية، بدأ المعجبون بعمل ترجماتهم الخاصة للحلقات إلى عدة لغات عالمية، مما أدى إلى توسيع قاعدة المعجبين عبر الإنترنت. كما سارع المشاهدون النرويجيون إلى مشاركة المقاطع المترجمة بسرعة بعد توفرها عبر جوجل درايف، كما بدأوا في إنشاء مدونات لتغطية مواد إضافية ودورات لغة لتقريب اللغة النرويجية العامية.
بحلول نهاية عام 2016، كان المسلسل قد انتشر عالمياً عدة مرات في عدد من مواقع التواصل الاجتماعي والتطبيقات المحمولة أبرزها تويتر، تمبلر، فايسبوك، إنستغرام وفاين. كما قامت قاعدة المعجبين على وسائل التواصل الاجتماعي بتطوير لوحات إبداعية وحشد أغطية هواتف ومقاطع فيديو المسلسل. كما قام المعجبون بزيارة مواقع التصوير، بما في ذلك كنيسة ساغين، ومدرسة هارتفيغ نيسن فيما حظي الممثلون باهتمام عالمي. استمرت شعبية المسلسل في وسائل التواصل الاجتماعي بحلول موسمه الرابع في أبريل 2017 بأكثر من 20000 تغريدة تحتوي على هاشتاغ skamseason4 مسجلة في 24 ساعة في وقت بث أول مقطع للموسم، جزء كبير منها كان في الولايات المتحدة.
حظي المسلسل باهتمام واسع من وسائل الإعلام الدولية بسبب نموذج التوزيع والترويج الفريد للمعلومات المستندة إلى مقتطفات البث في الوقت الفعلي.
في مارس 2017 نشرت آنا ليزكويزك (Anna Leszkiewicz) مقالا في صحيفة الثقافة البريطانية نيوستيتسمان اعتبرت فيه أن المسلسل «أفضل ما عرض على التلفزيون» لمعالجته بعض القضايا الشائكة مثل الاعتداء الجنسي في الموسم الثاني. كما أثنت على المسلسل لتفاديه «مشاهد الاغتصاب العنيفة والغير مبررة» مكتفية بلفت المشاهد إلى يد الجاني نيكو كدليل على السلوك المفترس. ومع ذلك، انتقدت العرض لسلكه «طريق الهروب»، عندما تجد نورا الشجاعة للتحدث مع فتاة أخرى كانت في الغرفة والتي تؤكد لها بإصرار عدم حدوث أي اتصال جنسي بينها وبين نيكو. معلقة بأن الكثير من النساء يحدث لهن ما حدث لنورا في المسلسل لكن معظمهن لا يسلكن نفس طريق الهروب بل بدلا من ذلك، يجب عليهن العيش في العار والارتباك من اعتداء «مجهول». في نفس الشهر، كتب ديلان كيكهام في موقع إليت دايلي الأمريكي أن قاعدة المعجبين الدوليين للمسلسل على وسائل التواصل الاجتماعي كانت «أكبر بكثير مما توقع»، مع مجموعات شاسعة على تويتر، تمبلر وفايسبوك. مشيدا بالموسم الثالث للمثلية الجنسية واصفاً إياه بأنه «قصة حميمة وعميقة بشكل لا يصدق»، مشيدا بمشهد الحوار بين إيزاك واسكيلد حول الجانب «المؤنث» للمثلية الجنسية. وبالرغم من إشادته بالموسمين الماضيين أوضح كيكهام أن «الموسم الثالث يقف فوق البقية من خلال تسليط الضوء على جوانب من النشاط الجنسي التي نادرا ما يتم تصويرها في وسائل الإعلام الرئيسية»، مشيدًا بإسكيلد الذي اعتبره رائعا في تقمصه للمجتمع المثلي وإجاباته المتميزة ردا على تعليقات إيزاك المعادية للمثلية. مضيفا أن «هذه هي اللحظات الصغيرة والمثيرة التي تظهر مدى فهم المسلسل للقضايا التي يصورها ويهتم بها».
في مارس 2017، فازت شخصيتي إفين وإيزاك بطلي الموسم الثالث بجائزة «أفضل ثنائي لسنة 2017» خلال استطلاع أجرته قناة E! وفي أبريل / نيسان من نفس العام كتبت صحيفة فيردينس غانغ النرويجية أن المسلسل أصبح مشهورا في الصين، حيث يعد النقاش العلني حول المثلية الجنسية غير قانوني بما يقرب من أربعة ملايين صيني قد شاهدوا الموسم الثالث من خلال القرصنة، فيما شاهد ما مجموعه ستة ملايين مشاهد جميع الحلقات التي ترجمت إلى اللغة الصينية حتى الآن. كما ذكر التقرير أن هيئة الإذاعة النرويجية ليس لديها أي نية لوقف القرصنة في الصين، حيث قال صرح رئيس تحرير قناة الراديو الإذاعية إن أر كا بي 3 هاكون موسليت «"لقد كان إيزاك وإيفان من أسرى جمهورا صينيا شابا. هناك الكثير من الرقابة في الصين، لذلك فهم يعدون نماذج يحتذى بها حيث لديهم علاقة يجب على الشعب الصيني أن يراها"».
بين أبريل وديسمبر 2017 كتبت «آنا ليزكويزك» ثلاث مقالات أخرى عن المسلسل وتأثيره. حيث أشاد التقرير الأول بالسلسلة لأنها تناولت العديد من الموضوعات الصعبة باستخدام المشاعر العالمية مثل الشعور بالوحدة بدلاً من إستراتيجيات مستندة على المشاكل. في حين ركز التقرير الثاني بشكل خاص على نهاية المسلسل مشيرة إلى أنه كان من المفروض أن يكون هناك تسع شخصيات لكل منها موسم، حيث نقلت عن المتابعين شعورهم بأن «قرار وقف العرض كان مفاجئا على الإطلاق» رغم اعترافها بأن الضغط الذي ولدته شعبية العرض العالمي كانت عنصرًا محتملاً لإنهاء المسلسل، كما سلطت «ليزكويزك» الضوء على عدم موافقة بعض المشاهدين على القصص التي قُدمت في النهاية خصوصا فيما يتعلق بالشخصية الرئيسية للموسم الرابع سناء، العضو المسلم الذي كان ممثلا تمثيلاً ناقصًا في المسلسل أقل قدرًا من موسم الشخصيات الرئيسية الأخرى؛ حيث ركزت اللحظات الأخيرة من المسلسل على القصص القصيرة لشخصيات لم تعطى موسمها الخاص فيما ظهرت قصة شخصية ثانوية لا صلة كبيرة لها بالسلسلة بالإضافة إلى محادثة باهتة حول الإسلاموفوبيا بين سناء وصديقها المثلي والغير المسلم إيزاك، كما اقتبست «ليزكويزك» نعليقات متابعين ساخطين، قال أحدهم إن «سناء قد تم إهمالها وتجاهلها ومحوها وتهميشها وهذا أمر سخيف للغاية. إنها حقا تستحق أفضل من ذلك». فيما ركّز تقريرها الأخير على تراث المسلسل من خلال النسخة الأمريكية التي يتم إنتاجها.
في تقرير أخر صرح رئيس تحرير قناة الراديو الإذاعية إن أر كا بي 3 هاكون موسليت للكاتبة «آنا ليزكويزك» «كان هناك الكثير من القرصنة» معترفًا بأن شعبية العرض العالمي كانت نتيجة قيام المعجبين بتوزيع المحتوى بشكل غير قانوني عبر جوجل درايف، «لكننا لم نمانع». كما أوضحت ماريان فوريفولد مديرة الإنتاج والمشروع «لقد منحنا الكثير من الوقت لإجراء الكثير من الأبحاث، وأعتقد أن هذا جزء كبير من النجاح الذي نشهده اليوم مع المسلسل»، مشيرة إلى المقابلات المعمقة والمكثفة والانغماس في المدارس ونوادي الشباب وحياة المراهقين على الإنترنت وهو ما لم تكن تعتقد أنه كان من الممكن مع شبكة تجارية. وفيما يتعلق بإنهاء المسلسل بعد موسمه الرابع في حين قد بلغت شعبيته ذروتها، أخبر موسليت «ليزكويزك» أن الكاتبة جولي أنديم أمضت وقتًا هائلاً في تطوير المسلسل. «"لقد كان المسلسل رياضة عنيفة للغاية، خاصة بالنسبة لها. كانت حياتها تدور حوله 24 ساعة طيلة 7 أيام لمدة عامين ونصف العام. وكما أعتقد كان ذلك كافياً. لقد أرادت أن تنتهي على مستوى عالٍ. هذا هو السبب، أعتقد أنه كان الشيء الصحيح"». كما نشرت أنديم على إنستغرام أنها «لم تكن قادرة على جعل الموسم الخامس جيدًا كما تستحقه»، على الرغم من أنها كتبت أيضًا أنها لا تريد التخلي عن وظيفتها كمنتجة للنسخة الأمريكية، لذلك اختارت تحمل هذه المسؤولية. وقد أثار هذا القرار غضب المشجعين الذين «رأوا في أن قرارها بمغادرة المسلسل النرويجي لمجرد الالتزام بالنسخة الأمريكية الضخمة مخيّب للآمال». هذا وقد أشاد موسليت بمجموعة المتغيرات المتنوعة للشخصيات خاتما البيان بأنه «"في وقت من الارتباك وعدم التسامح، يبدو أكثر أهمية من أي وقت مضى بالنسبة لمبدعي المحتوى تبني التنوع ورفض المواقف الغير المتسامحة"».
في ديسمبر 2017، أصدر تمبلر قائمة بأكثر المسلسلات نقاشا على الموقع لنفس السنة، حيث تصدر مسلسل العار القائمة متفوقا على عدة مسلسلات أمريكية وعالمية من ضمنها صراع العروش، أشياء غريبة والموتى السائرون.

### الاستقبال النقدي
تلقى المسلسل اشادة كبيرة من النقاد حيث اختارته صحيفة نيت وداغ أفضل مسلسل تلفزيوني لعام 2015. وخلال الموسم الثاني أشادت دائرة التحقيقات الجنائية الوطنية كريبوس 'بالتعامل الجيد للمسلسل مع جريمة الاعتداء الجنسي من خلال تشجيع الفتيات للضحية على الذهاب إلى غرفة الطوارئ لشرح الوضع وجمع الأدلة، ومواجهة المجرم بالفصول القانونية الزجرية ذات الصلة لمنعه من مشاركة صورها العارية التي التقطت دون إذنها. كما أشاد المركز القومي للوقاية من الاعتداء الجنسي بالتصوير، مضيفًا أنهم يرغبون في أن تصبح السلسلة منهجًا يلقن في المدارس. هذا وأشاد مارتين لندر برين من صحيفة فيردينس غانغ بموضوع المثلية الجنسية المدرج في الموسم الثالث كاتبًا «"أشيد به أولا وقبل كل شيء لأن الشباب مثليي الجنس داخل وخارج الخزانة أصبح في النهاية لديهم بعض النماذج الحديثة التي طال انتظارها. ولا يهم إذا كانت مجرد شخصية في دراما خيالية - في الوقت الحالي يعد سكام أروع عرض في النرويج "». كما أشاد كريستوفر باهل من داغبلادت بالموسم الرابع الذي تطرق للدين كاتبًا: «"شابان، لهما خلفية إسلامية، يتحاورون بعقلانية واحترام عن الدين من دون أن يتجادلوا أو يتناحروا. فكروا في ذلك. وهم يقطفون الزهور ويسحبون الكرة، وحتى إذا لم يقنع كل منهما الآخر بالضرورة، فهذا ليس الهدف أيضاً، لأن الغرض هو أن يفهموا بعضهم البعض "».
في كانون الأول / ديسمبر 2016 جرى تكريم المسلسل لمساهماته في تعزيز اللغة والثقافة النرويجية والتقارب بين بلدان الشمال الأوروبي، حيث منح جائزة جمعية الشمال السنوية لقدرته على إشراك جمهور صغير من شباب بلدان الشمال، والتواصل بينهم في جميع أنحاء المنطقة الشمالية وتعزيز المواقف الإيجابية حول اللغات المجاورة في المنطقة. في أبريل 2017 منح المسلسل ومبدعته جولي أندم جائزة بير جينت التي تمنح للأشخاص أو مؤسسات التي كان لها تأثير إيجابي على المجتمع وجعلت النرويج مشهورة في الخارج.
في يونيو 2017، وقبيل انتهاء عرض المسلسل نشرت صحيفة افتنبوستن تقريرا يتضمن مقابلات مع العديد من المبدعين والكتاب والمخرجين النرويجيين المشهورين الذين أثنوا جميعهم على عمل جولي أندم الإبداعي في المسلسل. حيث شملت الإشادة طبيعة السلسلة الجريئة، وقدرتها على الحفاظ على مستوى عال من الجودة لفترات زمنية طويلة، دمج مزيج من الجنسيات والأعراق المختلفة واستخدام الحوار لحل القضايا وإظهار التعاطف مع الشخصيات، وبالتالي قدرتها على النجاح في جذب جمهور المراهقين.
تلقت الحلقة الأخيرة من المسلسل إشادة إيجابية. حيث أشادت صحيفة فيردينس غانغ بالمقطع النهائي مصرحة أنه «نهاية جديرة وعاطفية». فيما كتبت سيسيلي أسكر من صحيفة افتنبوستن أن «"تتركنا الحلقة الأخيرة من سكام في حزن كبير، وخسارة مؤلمة، وشغف أكثر. لم يكن من الممكن أن يكون أفضل."»
في 1 يوليو 2017، وخلال الاحتفال بفخر مثليين في أوسلو، تم منح المسلسل ومُبدعته جولي أندم بالإضافة إلى الممثلين تارجي ساندفيك موي وهنريك هولم وكارل مارتن اغيسبو جائزة "Fryd" وهي جائزة تمنح للأشخاص أو المنظمات التي تخالف المعايير. وتعطي صورة جيدة عن الجنس والمثليين بطريقة إيجابية.
في فبراير 2018، زار أعضاء العائلة البريطانية المالكة الأمير ويليام دوق كامبريدج وزوجته كاثرين دوقة كامبريدج، مدرسة هارتفيغ نيسن للقاء الطاقم ومعرفة المزيد عن المسلسل وتأثيره على حياة الممثلين ومناقشة الشباب والصحة العقلية. كما تم استدعاء الممثلين تارجي ساندفيك موي وإيمان مسكيني إلى مأدبة عشاء في القصر الملكي.

### مسلسلات مقتبسة

سكام أوستن (النسخة الأمريكية)
سكام فرنسا (النسخة الفرنسية)
سكام إيطاليا (النسخة الإيطالية)
سكام إسبانيا (النسخة الإسبانية)

- في ديسمبر 2016، وقعت شركة سيمون فولر للإنتاج XIX Entertainment صفقة مع هيئة الإذاعة النرويجية لإنتاج نسخة أمريكية من المسلسل للولايات المتحدة وكندا تحت عنوان عار أوستن.[82][83] بشخصيات وممثلين جدد مع الاحتفاظ بالنسق السردي للمسلسل.[84][85] ومن المتوقع بدأ التصوير في عام 2018 بعد الانتهاء من البحث عن مواقع التصوير ومرحلة ما قبل الإنتاج.[86] خلال معرض السوق الدولي لبرامج الاتصالات في أكتوبر عام 2017 تم الإعلان أن عرض البرنامج سيكون على منصة الفيديو «فيسبوك ووتش» التابعة لفيسبوك.[87][88]
- في أبريل / نيسان 2017، تأكد أن المسرح الدانماركي Aveny-T قد حصل حصريا على الحقوق الفكرية لإنتاج نسخة مسرحية من المسلسل النرويجي. حيث سيتم تقديم أربع عروض مختلفة، واحدة في كل موسم، حيث من المزمع أن ينعقد العرض الأول في 15 سبتمبر 2017 بكوبنهاجن،[89][90] أما العروض الثلاثة المتبقية فسيتم إنتاجها مرة واحدة في السنة حتى عام 2020.[91]
- في سبتمبر 2017، أفاد موقع السينما الفرنسي ألو سيني عن إنتاج النسخة الفرنسية من المسلسل.[92]
- في أكتوبر / تشرين الأول 2017، أفادت مجلتي «فارايتي» و«هوليوود ريبورتر» أنه سيتم إنتاج نسخ محلية للمسلسل في خمسة بلدان أوروبية وهي ألمانيا وفرنسا وإيطاليا وإسبانيا وهولندا. وقد صرح الرئيس التنفيذي لشركة NRK ثور غيرموند إريكسن في بيان خاص فائلا:«"نحن متحمسون جدًا للاهتمام الهائل الذي ولّده مسلسل Skam خارج النرويج حيث أن الهدف الأساسي لمبدعي المسلسل كان مساعدة الفتيات البالغات من العمر 16 عامًا على تعزيز احترامهن لذاتهن من خلال تفكيك المحظورات، وتوعيتهم بآليات التعامل مع الآخرين وإظهار منافعهم في مواجهة مخاوفهم، وهذه رؤية نفخر بإحضارها إلى بلدان أخرى"».[93] فيما أشارت صحيفة «فارايتي» أن إنتاج نسخة محلية للمسلسل في كل دولة يستوجب إجراء بحث محلي خاص في معضلات وأحلام مراهقي البلد بدلاً من نسخ المسلسل النرويجي حرفيا.[94]

## جوائز وترشيحات
| السنة | الجائزة                          | الفئة                               | المرشح                           | النتيجة | المرجع          |
| ----- | -------------------------------- | ----------------------------------- | -------------------------------- | ------- | --------------- |
| 2016  | جوائز الشاشة الذهبية (Gullruten) | أفضل دراما تلفزيونية                | —                                | فوز     | [ 95 ]          |
| 2016  | جوائز الشاشة الذهبية (Gullruten) | أفضل عرض جديد                       | —                                | فوز     | [ 95 ]          |
| 2016  | جوائز الشاشة الذهبية (Gullruten) | ابتكار العام                        | —                                | فوز     | [ 95 ]          |
| 2016  | جوائز الشاشة الذهبية (Gullruten) | أفضل تحرير سينمائي لدراما تلفزيونية | Ida Vennerød Kolstø              | فوز     | [ 95 ]          |
| 2016  | جوائز الشاشة الذهبية (Gullruten) | ممثلون صاعدون جدد للسنة             | جولي أنديم ماري ماغنوس           | فوز     | [ 95 ]          |
| 2016  | جوائز الشاشة الذهبية (Gullruten) | جوائز خيار الشعب                    | جوزفين فريدا بيترسين (نورا)      | رُشِّح     | [ 95 ]          |
| 2016  | جوائز المسلسلات الاسكندنافية     | أفضل دراما تلفزيونية                |                                  | فوز     | [ 96 ]          |
| 2016  | جوائز C21Media الدولية للدراما   | أفضل مسلسل رقمي أصلي                | —                                | فوز     | [ 97 ] [ 98 ]   |
| 2016  | جمعية الشمال                     | جائزة اللغة الاسكندنافية            | —                                | فوز     | [ 72 ] [ 99 ]   |
| 2017  | جوائز الشاشة الذهبية (Gullruten) | أفضل دراما تلفزيونية                | —                                | رُشِّح     | [ 100 ] [ 101 ] |
| 2017  | جوائز الشاشة الذهبية (Gullruten) | أفضل ممثل                           | تارجي ساندفيك موي                | رُشِّح     | [ 100 ] [ 101 ] |
| 2017  | جوائز الشاشة الذهبية (Gullruten) | أفضل تأليف لدراما                   | جولي أنديم                       | فوز     | [ 100 ] [ 101 ] |
| 2017  | جوائز الشاشة الذهبية (Gullruten) | أفضل إخراج لدراما                   | جولي أنديم                       | فوز     | [ 100 ] [ 101 ] |
| 2017  | جوائز الشاشة الذهبية (Gullruten) | حلقة السنة في التلفزيون             | الموسم 3 الحلقة 9 "O helga natt" | فوز     | [ 100 ] [ 101 ] |
| 2017  | جائزة بير جينت                   | جائزة بير جينت                      | جولي أندم                        | فوز     | [ 102 ]         |
| 2017  | جوائز المسلسلات الاسكندنافية     | أفضل دراما تلفزيونية اسكندنافية     | الموسم 4                         | فوز     | [ 103 ]         |

## وصلات خارجية
- الموقع الرسمي
- الأرشيف الرسمي للمسلسل
- مسلسل عار على موقع IMDb (الإنجليزية)
- مسلسل عار على موقع فيلمافينيتي (الإسبانية)
- مسلسل عار على موقع كينوبويسك (الروسية)
- مسلسل عار على موقع ألو سيني (الفرنسية)
- مسلسل عار على موقع قاعدة بيانات الفيلم (الإنجليزية)